# Lockheed C-130 Hercules
Il Lockheed C-130 Hercules è un aereo da trasporto tattico militare quadri motore turboelica, utilizzato prevalentemente per trasporto o aviolancio di truppe e materiali, in forza all'USAF e ad altre cinquanta aeronautiche militari, fra cui quella italiana.
Sono circa 40 i modelli e le versioni del C-130, tra cui, oltre a quella per il trasporto, quella antincendio (dotata di cisterna per lo stivaggio del liquido ritardante e di ugelli posteriori per il lancio dello stesso), quella da attacco al suolo (l'AC-130, detto cannoniera volante), oltre a velivoli appositamente modificati per il rifornimento in volo, per la guerra elettronica, per il controllo di droni, per la ricerca di uragani e per missioni speciali: ne esiste anche una versione equipaggiata con pattini per l'utilizzo sul ghiaccio.
La controparte equivalente nell'ambito del blocco sovietico prima, della Comunità degli Stati Indipendenti (CSI) adesso,  è l'Antonov An-12. In Italia il C-130 fu protagonista del famoso scandalo Lockheed: l'Hercules, pur considerato eccessivamente costoso e inadatto alla difesa nazionale da parte degli ufficiali dell'Aeronautica Militare che lo avevano valutato, venne comunque acquistato in seguito al pagamento di cospicue tangenti.

## Storia

### Sviluppo
La guerra di Corea, che era iniziata nel giugno 1950, evidenziò come i cargo della seconda guerra mondiale, i C-119 Flying Boxcar, i C-47 Skytrain e i C-46 Commando fossero ormai inadeguati per una guerra più moderna, così il 2 febbraio 1951 l'USAF indì un General Operating Requirement (GOR) per un nuovo aereo da trasporto tra Boeing, Douglas, Fairchild, Lockheed, Martin, Chase Aircraft, North American, Northrop e Airlifts Inc. Il nuovo velivolo avrebbe dovuto avere una capacità di 92 passeggeri, 72 uomini armati o 64 paracadutisti, un raggio d'azione di 1100 miglia, la capacità di decollare anche da piste corte e non preparate e la capacità di volare anche con un motore non in funzione.
Fairchild, North American, Martin e Northrop non parteciparono mentre le altre cinque aziende consegnarono dieci progetti: due la Lockheed, uno la Boeing, tre la Chase, tre la Douglas e uno la Airlifts Inc. Alla fine rimasero i progetti più leggeri dei due Lockheed (designato L-206) e il velivolo quadrimotore a turboelica della Douglas. Il gruppo di progettisti della Lockheed era guidato da Willis Hawkins e aveva prodotto un progetto di 130 pagine per il Lockheed L-206 e un altro velivolo bimotore più pesante. Hall Hibbard, vicepresidente della Lockheed e capo ingegnere vide il progetto e lo mandò a Kelly Johnson, che, quando lo vide, disse: "Se firma, lei distruggerà la Lockheed". Alla fine sia Hibbard che Johnson firmarono la proposta e la compagnia vinse il contratto per quello che fu designato come Model 82 il 2 giugno 1951.
Il primo volo del prototipo YC-130 venne effettuato il 23 agosto 1954 a Burbank, California. Il velivolo, con matricola 53-3397, fu il secondo prototipo ma il primo a volare. L'YC-130 volò per 61 minuti fino alla Edwards Air Force Base; Kelly Johnson seguì il volo del prototipo su un P2V Neptune. Il progetto YC-130 della Lockheed ottenne subito l'appoggio dell'USAF grazie alle caratteristiche del progetto fra cui la coda rialzata con la rampa di carico posteriore, ala alta e quattro motori a turboelica.

### Produzione

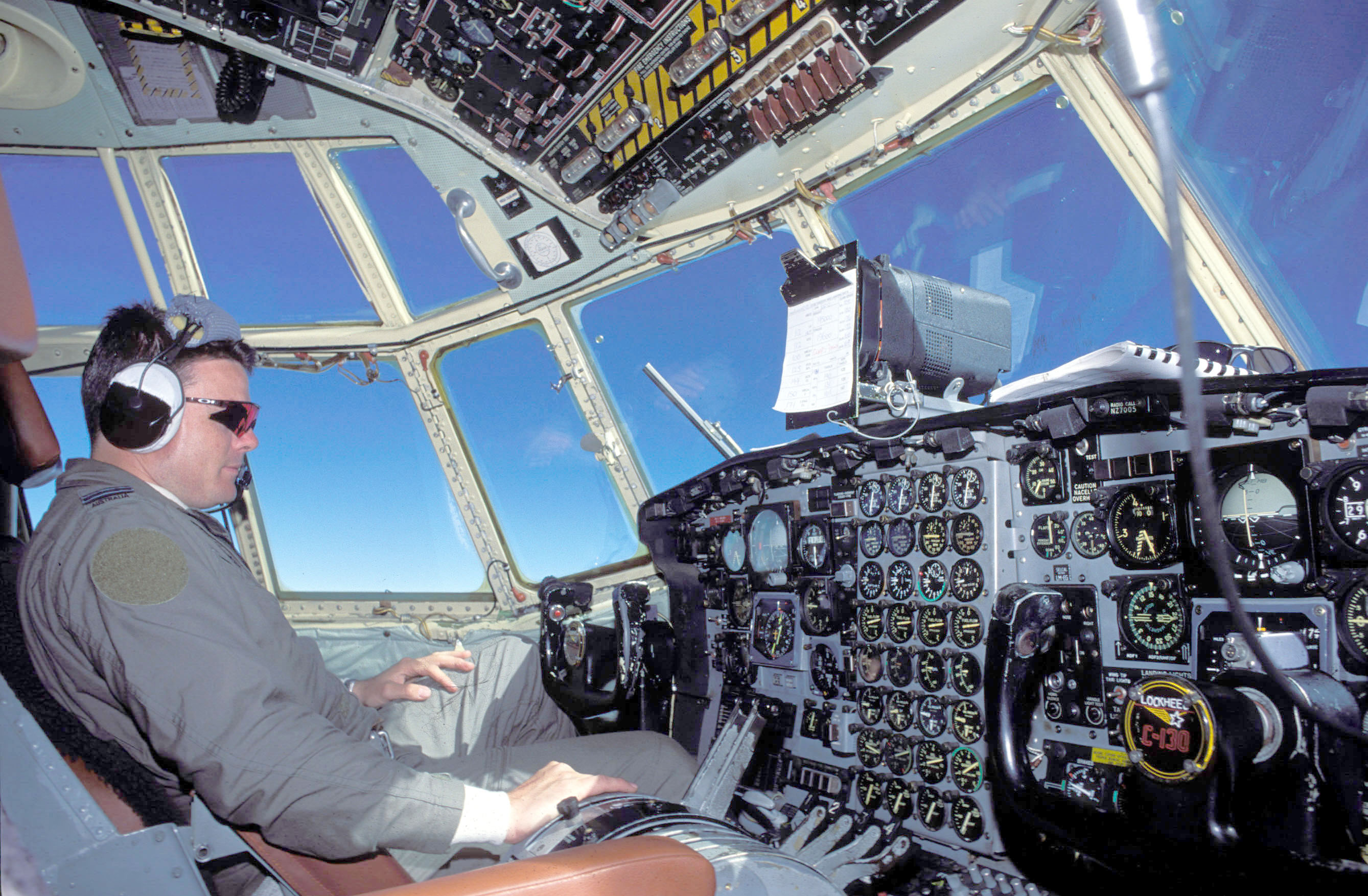
Il cockpit del C-130H

Dopo che i due prototipi furono completati, la produzione in serie degli Hercules iniziò negli stabilimenti di Marietta, in Georgia, dove furono costruiti più di 2.300 C-130.
Il modello iniziale, il C-130A, aveva le turboelica Allison T56-A-9 con eliche tripala. Le consegne iniziarono nel dicembre 1956 e continuarono fino all'arrivo del C-130B nel 1959. Alcuni C-130A furono ridesignati C-130D dopo che furono equipaggiati con pattini. Il C-130B aveva nuovi motori ed eliche quadripala che furono lo standard per tutti i C-130 fino alla versione J dove sono installate eliche esapala a scimitarra.

#### C-130A

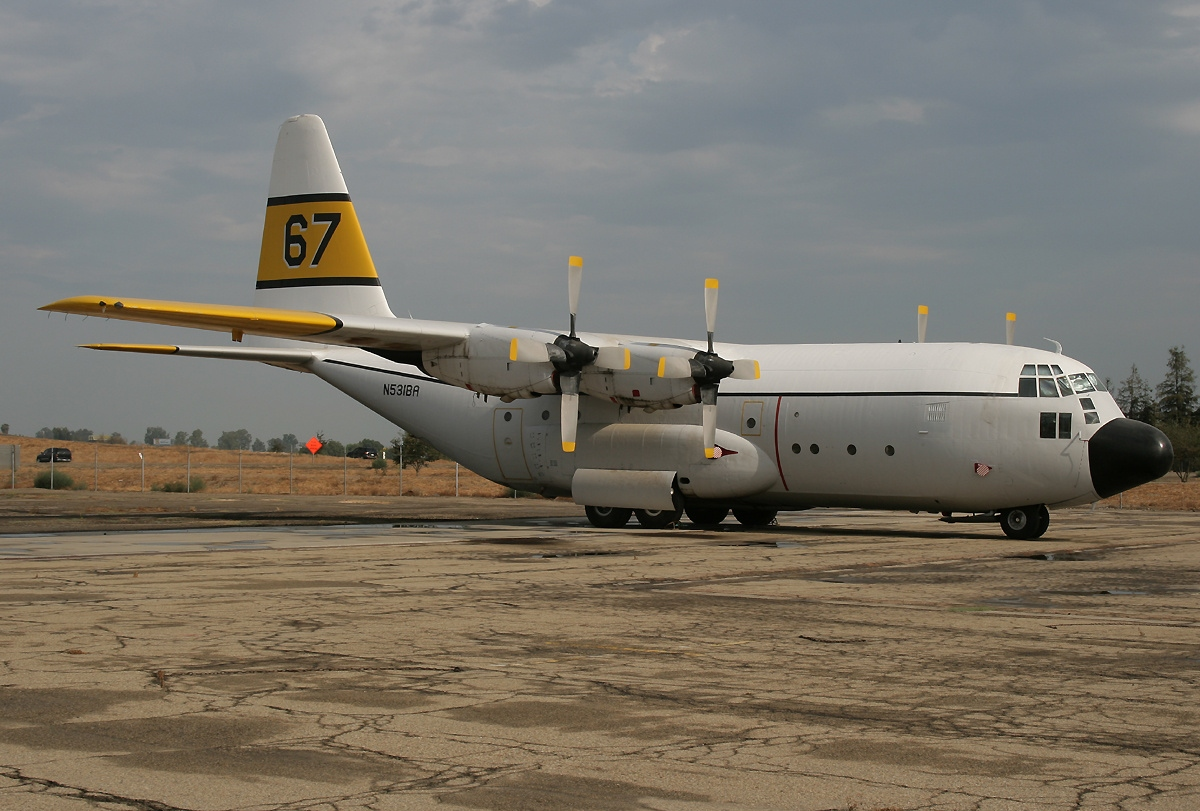
Un Lockheed C-130A Hercules

La prima produzione di C-130 fu designata con la lettera A e fu assegnata alla 463d Troop Carrier Wing basati alla Ardmore AFB, Oklahoma, e alla 314th Troop Carrier Wing alla Sewart AFB, Tennessee. Altri sei squadroni equipaggiati con C-130 furono assegnati alla 322d Air Division in Europa e alla 315th Air Division nell'Estremo Oriente. Altri velivoli furono modificati per le operazioni elettroniche di intelligence e furono assegnati alla Rhein-Main Air Base, in Germania mentre gli RC-130A (versione da ricognizione) furono assegnati al Military Air Transport Service (MATS). Gli aeroplani equipaggiati con enormi pattini furono designati C-130D, ma erano essenzialmente dei C-130A. Quando il C-130A divenne operativo con il Tactical Air Command (TAC), furono aggiunti due serbatoi di combustibile subalari. I C-130A prestarono servizio durante la Guerra del Vietnam, dove gli aeroplani furono assegnati alla Naha AB di Okinawa e uno alla Tachikawa Air Base in Giappone, predisposto per svolgere missioni altamente classificate come la BLIND BAT FAC/Flare e la FACT SHEET sopra il Laos e il Vietnam del Nord. Alcuni C-130A furono consegnati all'aeronautica sudvietnamita alla fine del conflitto. L'ultimo operatore del mondo che sta utilizzando questo velivolo è l'aviazione honduregna, che ha in servizio cinque C-130A.

#### C-130B
Il C-130B aveva una maggiore capacità di combustibile e un sistema a corrente alternata. Le eliche quadripala Hamilton Standard presero il posto delle tripala Aero Product che erano installate sui C-130A. I C-130B presero il posto degli A nella 314th e nella 463rd Troop Carrier Wing. Durante la guerra del Vietnam furono usati quattro squadroni nella 463rd Troop Carrier/Tactical Airlift Wing basata a Clark e al Mactan Air Fields nelle Filippine per le operazioni di trasporto tattico nel Vietnam del Sud. Nella primavera del 1969 gli equipaggi della 463rd cominciarono la missione di bombardamento COMMANDO VAULT sganciando le bombe M-121 da 10 000 lb (4 534 kg). Finito il conflitto, i C-130 della 463rd e della 374th Tactical Airlift Wing furono riportati negli Stati Uniti dove furono per la maggior parte assegnati all'Air Force Reserve e all'Air National Guard. Un altro importante ruolo del C-130B fu quello svolto presso i Marines, dove gli Hercules, inizialmente designati come GV-1, rimpiazzarono i vecchi C-119. Dopo che i C-130D dell'USAF furono utilizzati in Antartide, la US Navy comprò diversi C-130B equipaggiati con pattini che furono designati LC-130. Una versione per la ricognizione elettronica del C-130B fu designata C-130B-II. 13 velivoli furono convertiti e operarono nel programma SUN VALLEY. Essi operarono prevalentemente dalla Yokota Air Base in Giappone. Tutti questi furono riconvertiti in normali C-130B quando il loro ruolo fu preso da altri velivoli. Il C-130B-II si distingueva per i suoi finti serbatoi subalari, che nascondevano antenne SIGINT. Questi pod erano leggermente più larghi di quelli di un normale C-130B. Essi avevano poi diverse antenne che non si trovavano sugli altri C-130. I numeri di coda di questi aerei venivano spesso modificati per confondere gli osservatori e nascondere la loro vera missione.

#### C-130E
Il C-130E entrò in servizio nel 1962 e fu sviluppato come trasporto a lungo raggio per il Military Air Transport Service. Essenzialmente un C-130B, il nuovo modello aveva un raggio d'azione più lungo grazie ai serbatoi subalari Sargent Fletcher da 5 150 l (1 360 US gal) e con le turboelica dalla maggiore potenza Allison T-56-A-7A. Il C-130E aveva anche miglioramenti strutturali, nell'avionica ed un peso carico maggiore.

#### C-130F / KC-130F / C-130G
Le aviocisterne KC-130, originariamente i C-130F prodotti per l'USMC nel 1958 (con la designazione GV-1) sono equipaggiati con un serbatoio di acciaio inossidabile. I due sistemi a sonda flessibile montati sulle ali trasferiscono fino a 19 litri al secondo di carburante a due velivoli simultaneamente, consentendo di rifornire una formazione di quattro velivoli in meno di 30 minuti. I C-130G della US Navy consentono un maggiore peso carico.

#### C-130H

Un C-130H dell'Aeronautica Militare nel 1984

Il C-130H ha miglioramenti soprattutto nei motori Allison T56-A-15 e nell'avionica. Il modello H è ancora in uso dall'USAF e da altre aviazioni straniere. Le prime consegne iniziarono nel 1964 per la Royal New Zealand Air Force e il velivolo rimase in produzione fino al 1996. Un C-130H migliorato fu introdotto nel 1974. La United States Coast Guard utilizza l'HC-130H per missioni SAR a lungo raggio, missioni antidroga, rimpatri di immigrati clandestini e logistica. Furono acquistati nel 1972 dall'Aeronautica militare Italiana in 14 esemplari, assegnati al 50º Gruppo della 46ª Brigata Aerea di Pisa, e rimasero in servizio fino al 2004, sostituiti dalla versione 'J'. Dal 1992 al 1996 il C-130H fu designato C-130H3 dall'USAF. Il numero 3 segnala che si tratta della terza variazione nel progetto originale dei modelli H. I miglioramenti includono un cockpit parzialmente digitale, con strumenti ADI e HSI, il radar APN-241, un sistema per la visione notturna ed un aggiornamento del sistema elettrico utilizzando le Bus Switching Units.

#### C-130K

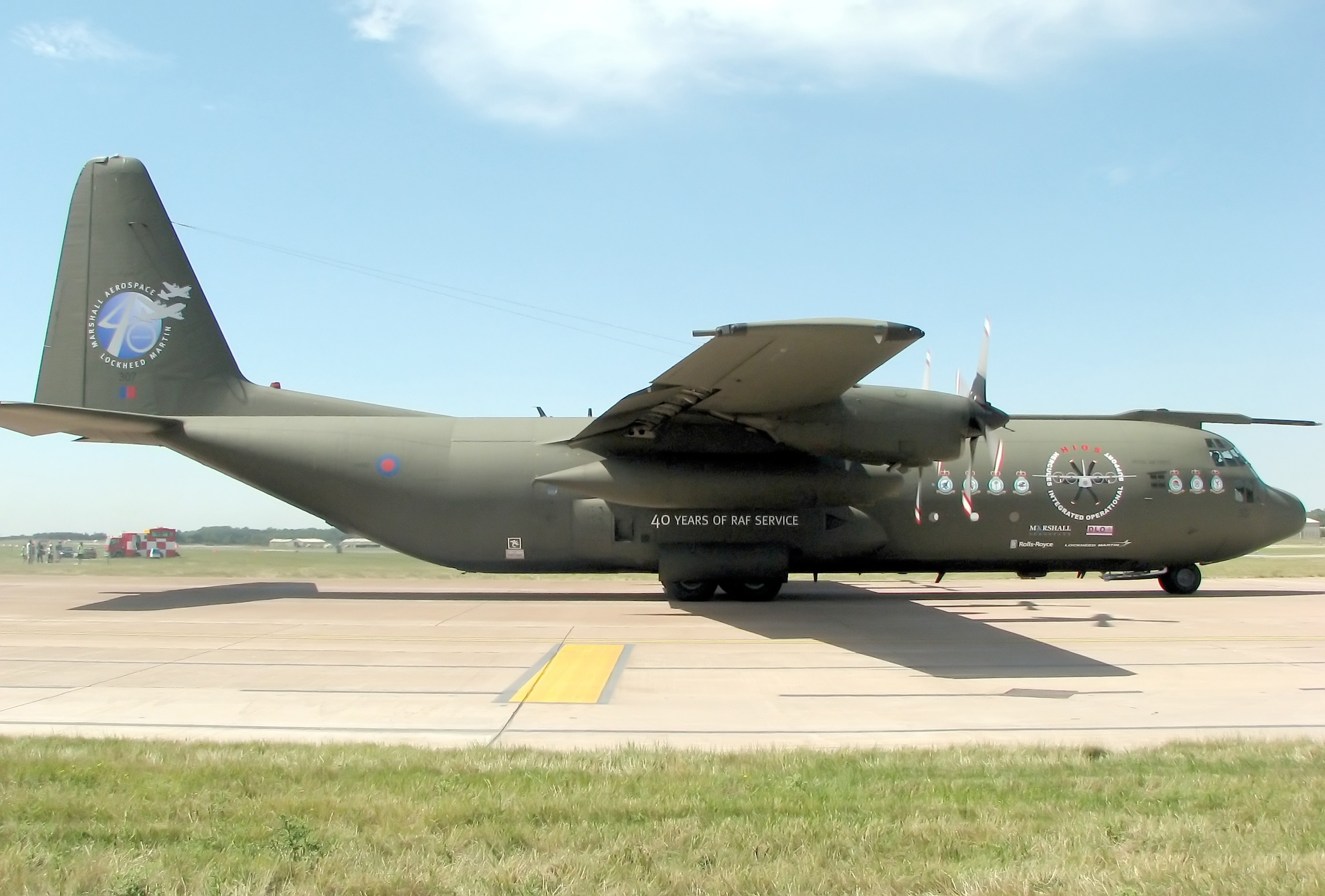
Un C-130K (C.3) della Royal Air Force

Il modello equivalente per l'esportazione nel Regno Unito è il C-130K, designato dalla RAF come Hercules C.1. Il C-130H-30 (Hercules C.3 per la RAF) è una versione allungata dell'Hercules originale, con circa 2 metri in più nel cockpit e 2 metri in fondo alla fusoliera. Un C-130K fu comprato dal Met Office per i voli di ricognizione meteorologica e fu designato Hercules W.2. Questo velivolo, che fu pesantemente modificato e chiamato Snoopy, fu ritirato nel 2001 e fu utilizzato dalla Marshall of Cambridge Aerospace per i test delle turbine A400M. Il C-130K è utilizzato dai RAF Falcons per i lanci di paracadutisti. Tre C-130K (Hercules C Mk.1P) furono aggiornati e venduti all'aviazione austriaca nel 2002.

#### C-130J

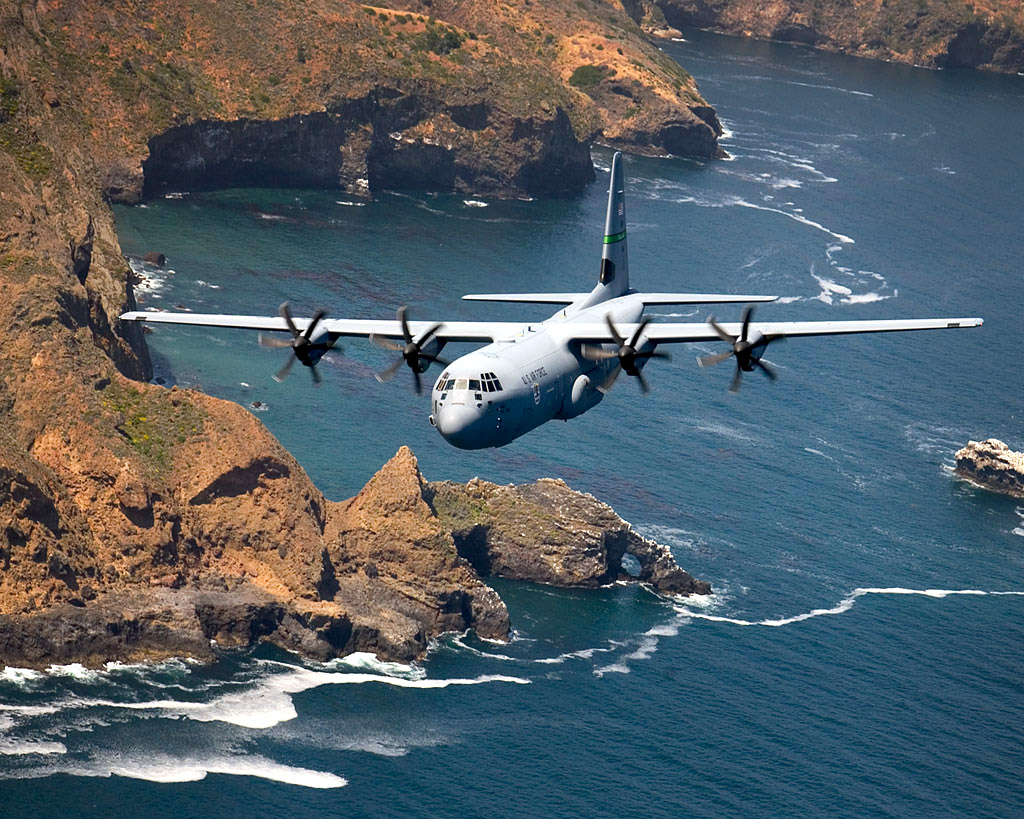
Un C-130J della 164th Airlift Wing della Air National Guard basata alla Channel Island ANG Base in California vola lungo la costa dell'Isola di Santa Cruz in California.

Il C-130J Super Hercules è l'ultima versione dell'Hercules e l'unica ancora in produzione. Sebbene dall'esterno sia simile agli altri C-130, esso è un aereo assai diverso. Ha infatti i nuovi motori a turboelica Rolls-Royce AE 2100 D3 turboprops con le eliche con profilo a scimitarra Dowty R391, avionica digitale (che include HUD per entrambi i piloti) e un numero ridotto di equipaggio richiesto (due piloti e un addetto al carico/scarico).
Il C-130J è anche disponibile nella versione allungata C-130J-30. La Lockheed Martin ha ricevuto il primo ordine dei C-130J dalla RAF, che ha richiesto 25 velivoli, le cui consegne iniziarono nel 1999. Essi furono designati Hercules C. Mk 4 (per il C-130J-30) e Hercules C. Mk 5 (per il normale C-130J). Nel giugno 2009 l'USAF ha stipulato un contratto da 470 milioni di dollari con la Lockheed Martin per una fornitura di sei KC-130J modificati per essere utilizzati dallo Special Operations Command. Il contratto dovrebbe portare alla sostituzione da parte dei C-130J degli HC-130e degli MC-130.
Con l'aggiunta dell'ISR / Weapon Mission Kit dell'USMC il KC-130J potrà sganciare bombe guidate di precisione, utilizzare un cannone Bushmaster II da 30 mm o lanciare i missili aria-terra AGM-114 Hellfire. Questa versione, soprannominata Harvest Hawk, può essere usata negli scenari dove non è richiesta la precisione.

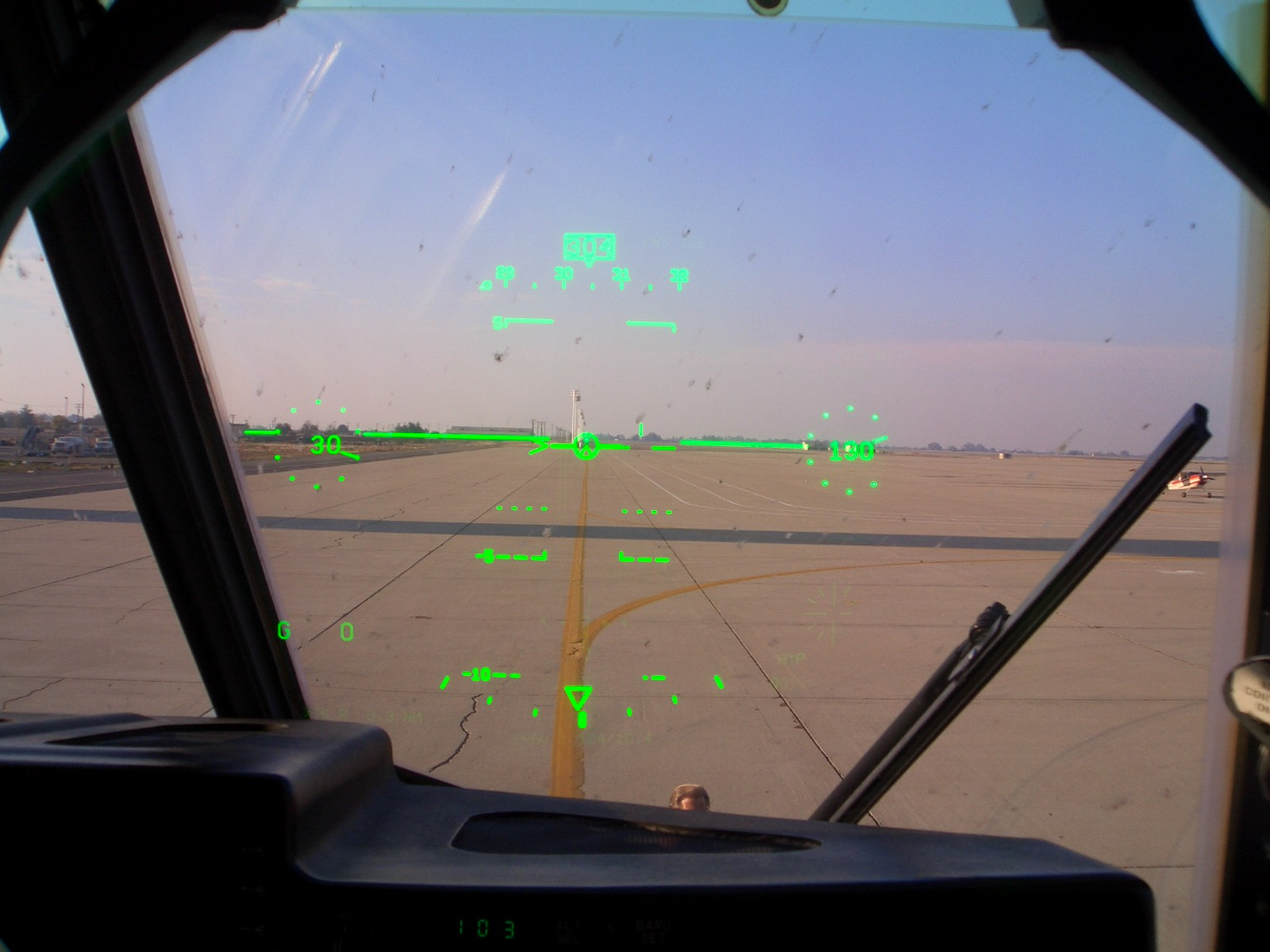
L'HUD del copilota di un C-130J

La forza aerea che utilizzerà di più il nuovo modello sarà l'USAF, che sta aumentando il numero di ordini del velivolo. Altri operatori sono l'Air Force Reserve Command e l'Air National Guard dell'USAF, l'USMC (per il quale il C-130J sarà la quarta variante di C-130 dopo il KC-130F, KC-130R e KC-130T), la U.S. Coast Guard, la Royal Air Force, la Royal Australian Air Force, la danese Flyvevåbnet, la norvegese Luftforsvaret e l'Aeronautica Militare, che ne ha acquistati 12 Esemplari in configurazione standard e 10 in configurazione 'J-30' allungati. Il numero totale delle consegne del C-130J ha raggiunto le 181 unità nel novembre 2009.
L'aeronautica militare indiana ha acquistato sei C-130J-30 all'inizio del 2008 per un costo totale di 1,059 miliardi di dollari. Questo è un accordo con il governo statunitense nel suo programma di vendita all'estero di materiale militare (FMS), e l'India ha ritenuto opportuno comprare altre sei unità di questo velivolo per le operazioni combinate esercito-aviazione delle forze speciali.

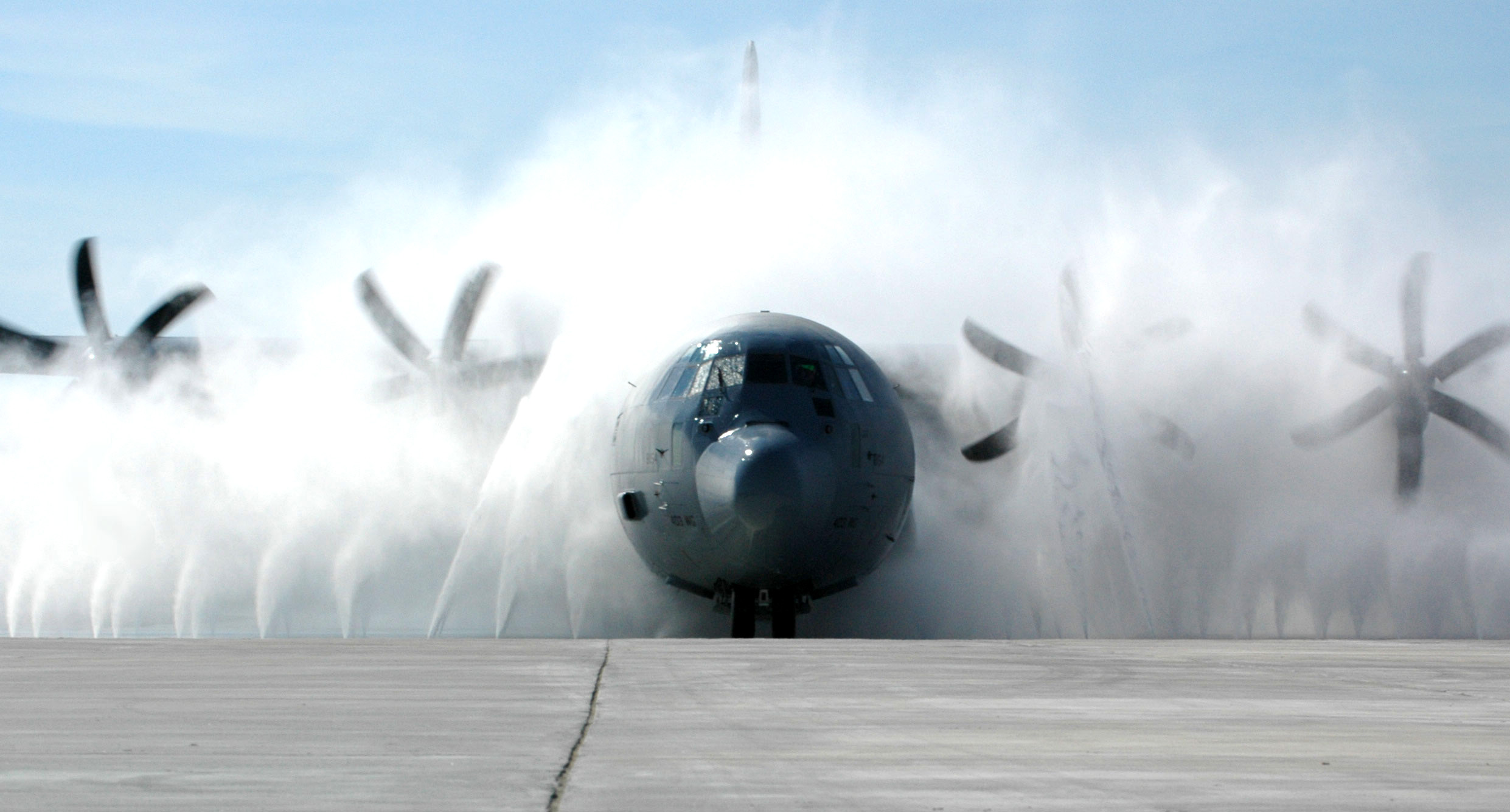
Un C-130J Super Hercules viene lavato nella Keesler Air Force Base nel Mississippi.

Le forze armate canadesi hanno firmato il 16 gennaio 2008 un contratto da 1,4 miliardi di dollari con la Lockheed Martin per 17 nuovi C-130J-30 che andranno a sostituire i C-130E e H. Il C-130J sarà ufficialmente designato CC-130J Hercules dalle forze armate del Canada. La Luftforsvaret ha ordinato quattro C-130J nel 2007 per sostituire sei vecchi C-130H in attesa di ulteriori riparazioni. Il primo velivolo fu consegnato nel novembre 2008. Il Qatar ha ordinato quattro C-130J nel 2008 per un totale di 393,6 milioni di dollari e le consegne inizieranno nel 2011.
Gli Emirati Arabi Uniti hanno annunciato all'IDEX del 2009 di aver ordinato 12 C-130J per un totale di 1,3 miliardi di dollari.
L'israeliana Heyl HaAvir sta cercando di comprare nove C-130J-30 L'aeronautica militare dell'Iraq ha ordinato sei C-130J-30s. Nel giugno 2009, la, Lockheed Martin ha affermato che sia il Regno Unito che la Francia hanno richiesto i dati tecnici del C-130J come alternativa al problematico Airbus A400M.

### Il traguardo dei 2500 esemplari prodotti
Il 29 dicembre 2015 Lockheed Martin ha annunciato di avere ultimato il 2500 °C-130 "Hercules". Più nel dettaglio, l'aereo numero 2500 è un HC-130J "Combat King II", variante specializzata per il recupero di personale nell'ambito delle "special mission", destinato a essere assegnato al 71st Rescue Sqn. dell'US Air Force, alle dipendenze del 347th Rescue Group. Proprio alla fine del 2016 ricorreranno i 60 anni dall'inizio della vita operativa del C-130: era infatti il 9 dicembre 1956 quando l'US Air Force firmava per la prima volta l'accettazione in servizio di un "Hercules". Oggi, gli Stati Uniti continuano ad essere il principale operatore del C-130, con numerose versioni dedicate per coprire una vasta gamma di missioni. Nel mondo gli "Hercules" sono in servizio in 68 nazioni e hanno compiuto oltre 22 milioni di ore di volo. La versione attualmente in produzione, il C-130J, è stata scelta da 19 forze armate di 16 nazioni.

### Impiego operativo

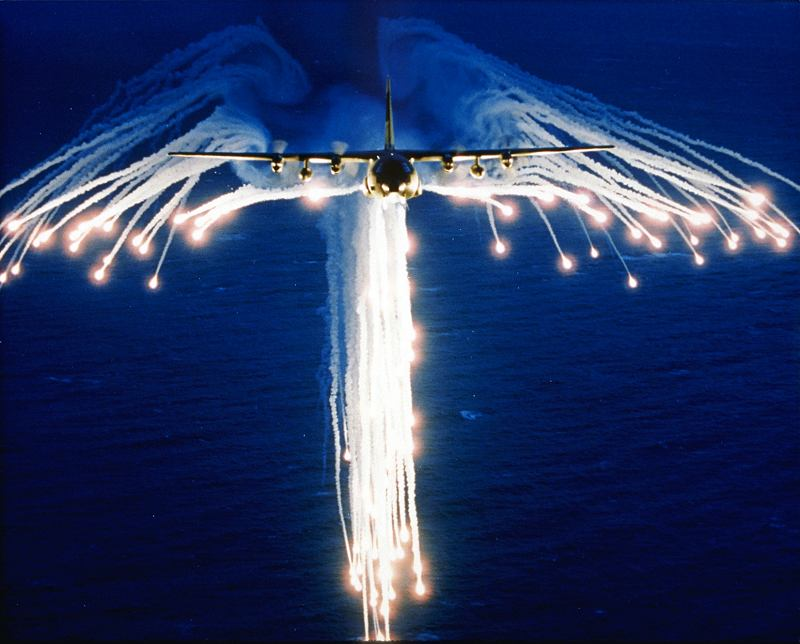
Un Hercules mentre sgancia i flare.

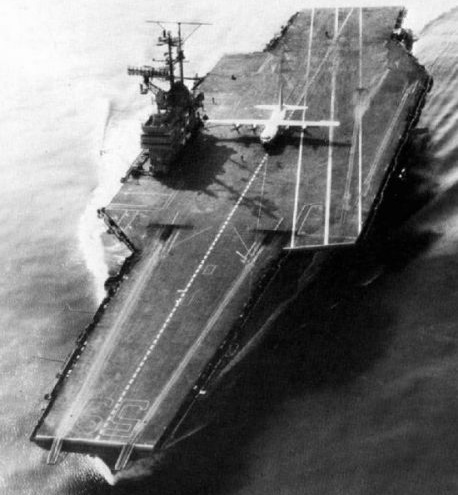
Il KC-130F Hercules dell'USMC sulla nel 1963. Questo velivolo è in mostra al National Museum of Naval Aviation.

L'Hercules detiene il record del più grande e più pesante aereo a essere atterrato su una portaerei. Nell'ottobre e nel novembre 1963, un KC-130F dei Marines (BuNo 149798), assegnato allo US Naval Air Test Center, effettuò 29 manovre di touch and go, 21 appontaggi senza cavi d'arresto e 21 decolli senza catapulta sulla USS Forrestal  (CVA-59) a pesi diversi. Il pilota, tenente James Flatley III, USN, fu insignito della Distinguished Flying Cross per il suo ruolo nella serie di test, che ebbero successo; tuttavia l'idea di schierare il C-130 come aereo per le operazioni COD (Carrier Onboard Delivery) fu scartata. Invece, fu sviluppato per quelle stesse missioni il più piccolo C-2 Greyhound. Il C-130 utilizzato per i test, che è stato in servizio con il Marine Aerial Refueler Squadron 352 (VMGR-352) fino al 2005, ora fa parte della collezione del National Museum of Naval Aviation a Pensacola NAS in Florida.
Inoltre l'AC-130 detiene il record per il volo più lungo sostenuto da una versione dell'Hercules. Dal 22 ottobre al 24 ottobre 1997 due cannoniere volanti AC-130U volarono senza interruzione per 36 ore dall'Hurlburt Field in Florida a Taegu (Daegu) in Corea del Sud, effettuando sette rifornimenti in volo con delle aviocisterne KC-135 Stratotanker. Questo volo da record ha battuto il precedente di oltre 10 ore e i due AC-130 utilizzarono 41 000 lb di carburante. L'AC-130 è stato utilizzato in tutte le principali missioni di combattimento americane dalla guerra del Vietnam, eccetto che per il bombardamento della Libia del 1986 (Operazione El Dorado Canyon).
L'MC-130 Combat Talon trasportava e sganciava una tra le più grandi bombe convenzionali del mondo, la BLU-82 Daisy Cutter, adesso sostituita dalla GBU-43/B, chiamata anche MOAB. Le Daisy Cutter furono utilizzate durante la guerra del Vietnam per creare campi d'atterraggio per gli elicotteri e per eliminare i campi minati, ma recentemente è stato proposto il loro utilizzo contro le truppe schierate a terra. Il peso e la grandezza di queste bombe le rende impossibili o scomode da caricare sui normali bombardieri. La GBU-43/B MOAB è succeduta alla BLU-82 con le stesse funzioni. Nel 1958, un C-130A-II statunitense usato per la ricognizione fu abbattuto nei cieli dell'Armenia da MiG-17.
Nella guerra indo-pakistana del 1965, l'aeronautica militare del Pakistan modificò diversi C-130 per utilizzarli come bombardieri pesanti, che attaccarono truppe e ponti nemici con un discreto successo. Nessun velivolo venne perso durante le operazioni, benché uno sia stato leggermente danneggiato. Esso fu anche utilizzato nel 1976 durante il raid di Entebbe dove un commando israeliano eseguì un assalto per salvare 103 passeggeri di un aereo di linea dirottato da terroristi palestinesi e tedeschi all'aeroporto di Entebbe in Uganda. La forza di soccorso consisteva in 200 soldati, diverse jeep ed una Mercedes nera che doveva assomigliare all'automobile di stato del dittatore ugandese Idi Amin. Quattro C-130 dell'aeronautica militare israeliana volarono per 2200 miglia marine da Israele a Entebbe senza rifornimento in volo (nel viaggio di ritorno, i quattro Hercules fecero scalo a Nairobi, in Kenya).
Durante la guerra delle Falkland del 1982 i C-130 argentini svolsero un pericoloso lavoro di rifornimento notturno della guarnigione argentina nelle isole ed effettuarono voli di sorveglianza marittima. Uno di questi fu abbattuto durante la guerra nel viaggio di ritorno da Port Stanley da un Sea Harrier britannico; l'aereo venne colpito ad un motore da un missile Sidewinder continuando a volare, e furono necessarie varie decine di colpi dei cannoni di bordo per abbatterlo. L'Argentina utilizzò anche due aerocisterne KC-130 che rifornirono sia gli A-4 Skyhawk che i Super Etendard dell'aviazione di marina che affondarono sei navi britanniche. Alcuni C-130 vennero usati come bombardieri improvvisati dagli argentini; il 27 maggio un Boeing C-130 Hercules del FAA Grupo 1 lanciò otto bombe a caduta libera direttamente dalla sua stiva merci attraverso la rampa di carico; una di esse colpì il mercantile inglese British Wye a nord della Georgia del Sud, ma rimbalzò in mare senza esplodere, ed il mercantile continuò indisturbato la sua rotta. Anche il Regno Unito utilizzò i propri C-130 in supporto alle operazioni logistiche; in un caso degli uomini dello Special Air Service vennero paracadutati in mare vicino alle navi della Task Force che li recuperarono, in vista di una incursione che venne effettuata il 14 maggio 1982 su Pebble Island.
Nella guerra del Golfo del 1991 (Operazione Desert Storm) gli Hercules furono utilizzati da USAF, US Navy, USMC e dalle aeronautiche militari di Australia, Nuova Zelanda, Arabia Saudita, Corea del Sud e Regno Unito. Nell'Operazione Enduring Freedom del 2001 e nel supporto dell'International Security Assistance Force, il C-130 è stato usato da Australia, Belgio, Canada, Danimarca, Francia, Italia, Paesi Bassi, Nuova Zelanda, Norvegia, Portogallo, Corea del Sud, Spagna, Regno Unito e Stati Uniti. Nell'Operazione Iraqi Freedom del 2003, l'Hercules è stato utilizzato da Australia, Gran Bretagna e USA. Dopo l'invasione iniziale, diversi paesi della forza multinazionale presente in Iraq hanno utilizzato per supportare le loro truppe i C-130.

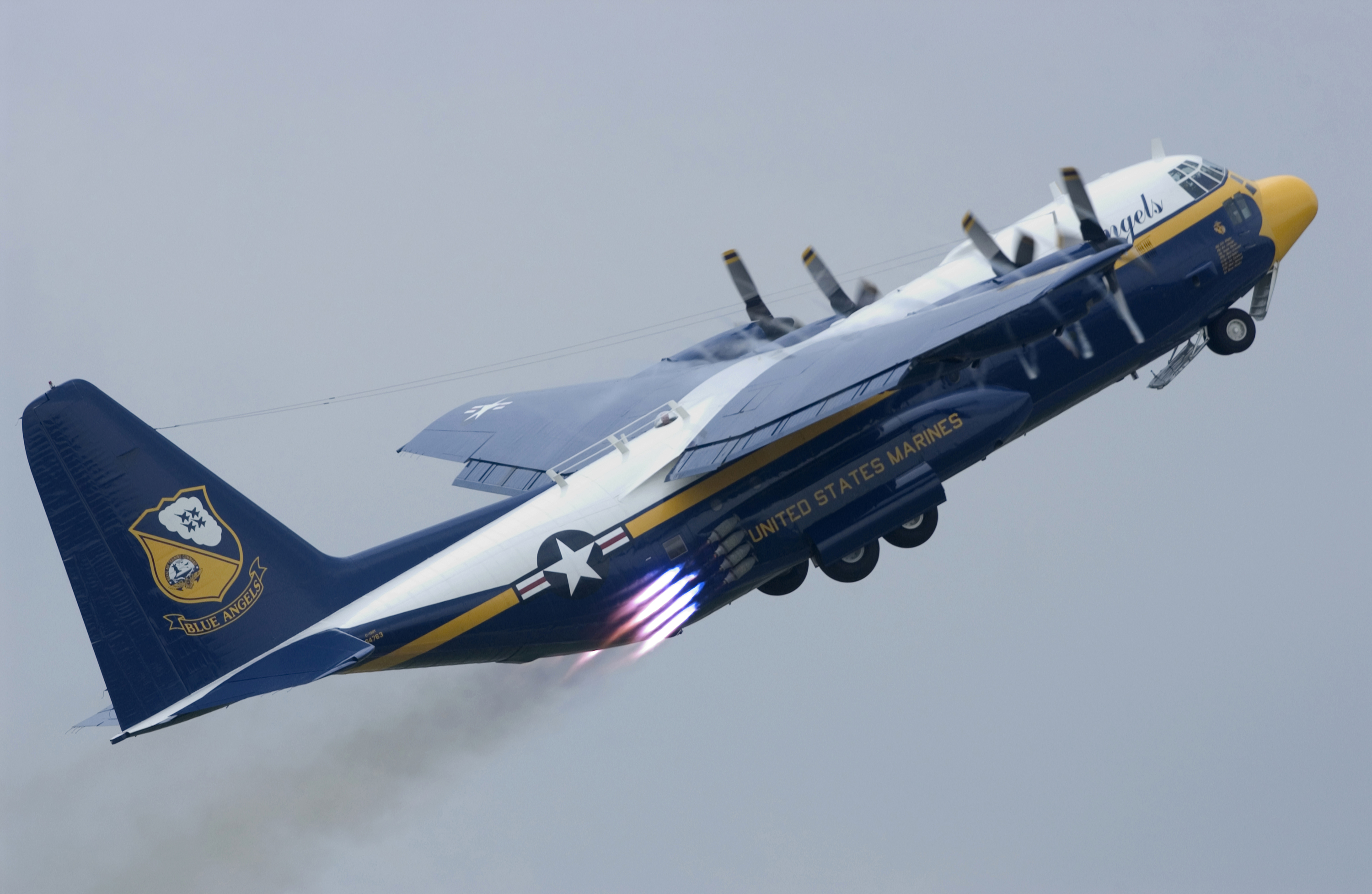
Il C-130T Fat Albert dell'USMC

Un C-130 della RAF è stato abbattuto il 30 gennaio 2005, quando un insorto iracheno è riuscito a distruggerlo utilizzando l'artiglieria antiaerea ZU-23 mentre il velivolo era a 50 m di quota, avendo appena lanciato i paracadutisti delle forze speciali SAS. Un particolare C-130T è quello soprannominato Fat Albert, che vola in supporto al team acrobatico della US Navy, i Blue Angels. Sebbene il Fat Albert sia assegnato ad una squadriglia della Marina, esso è utilizzato dagli US Marine Corps e il suo equipaggio è composto solamente da marines. In certe manifestazioni a cui il Fat Albert prende parte dimostra anche le sue capacità di decollo assistito da razzi JATO. Il 2 settembre 2009, la Bloomberg ha riportato la notizia che i finanziamenti per aggiornare i vecchi C-130s saranno tagliati per dare più fondi a F-35, V-22 e al programma per sostituire le aerocisterne.

#### Impiego civile

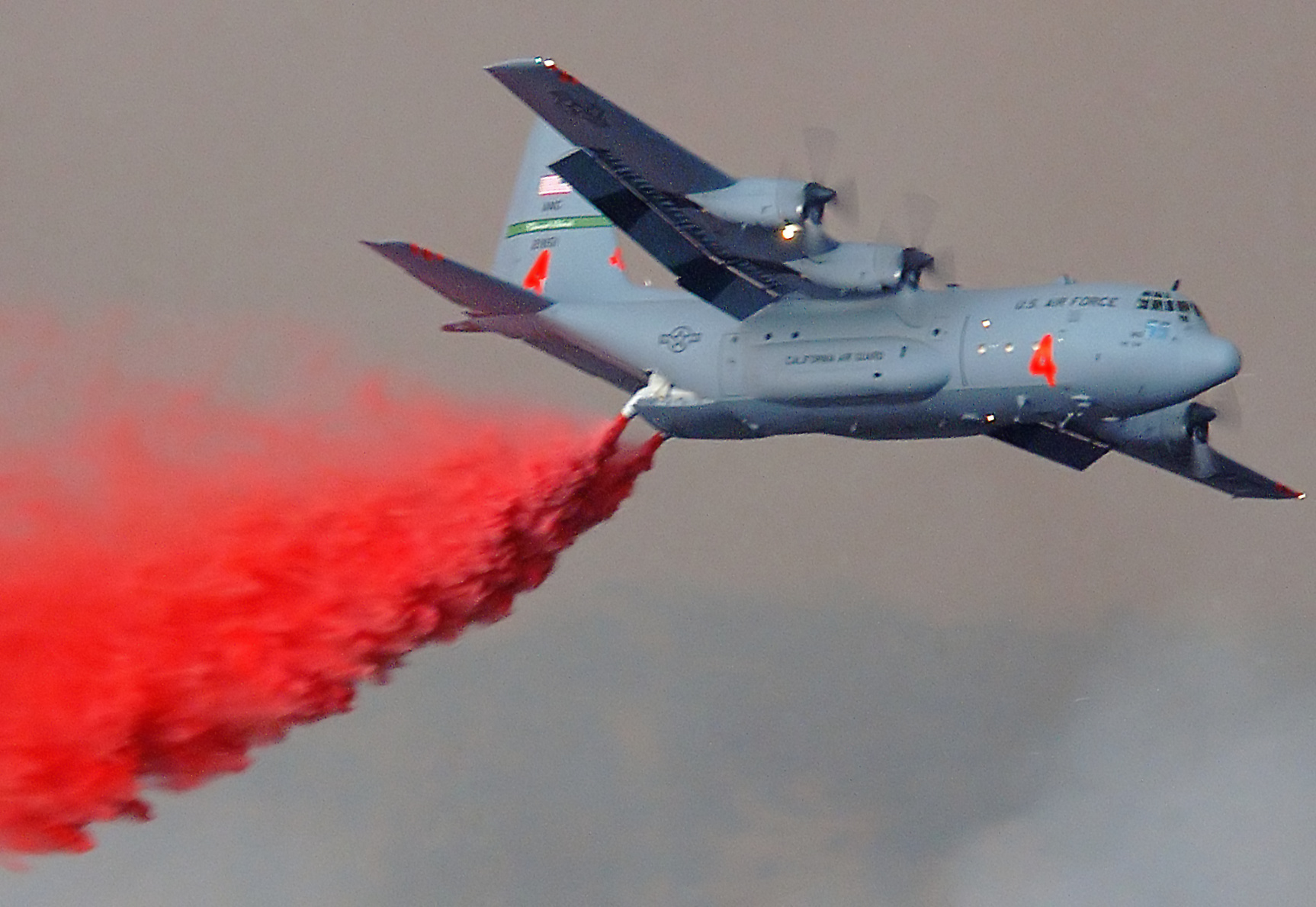
Un C-130E con il MAFFS usato in funzione antincendio

Il Servizio Forestale statunitense sviluppò il Modular Airborne FireFighting System per i C-130 negli anni settanta che consente ai normali aeroplani di essere temporaneamente convertiti in aerocisterne per combattere gli incendi boschivi. Alla fine degli anni ottanta, 22 C-130A ritirati dal servizio nell'USAF furono trasferiti dalla Davis-Monthan Air Force Base allo U.S. Forest Service che poi li vendette a sei compagnie private perché fossero convertiti in aerocisterne. Dopo che uno di questi aeroplani precipitò per l'eccessivo utilizzo, l'intera flotta di questi aeroplani fu messa a terra nel 2004.

### Lo scandalo Lockheed
Il C-130 fu coinvolto nella parte italiana dello scandalo Lockheed. Infatti, nel 1972 esso fu acquistato dall'Aeronautica Militare in seguito a tangenti, pur essendo stato giudicato da diversi ufficiali come un velivolo "troppo costoso" e "inadatto alla difesa del territorio nazionale". L'inchiesta giudiziaria accertò che, dei 14 aerei acquistati dal governo italiano, solo 5 erano in condizioni di volo, mentre gli altri erano cannibalizzati per ottenere pezzi di ricambio per la manutenzione. La cattiva manutenzione dei velivoli sembrerebbe essere stata la causa dell'incidente del 3 marzo 1977, quando un C-130 dell'Aeronautica Militare si schiantò sul Monte Serra, presso Pisa, provocando 44 morti.
Lo scandalo vide coinvolte diverse alte personalità, tra cui il generale Duilio Fanali, il presidente di Finmeccanica, Camillo Crociani, gli ex ministri Luigi Gui e Mario Tanassi e i due ex Presidenti del Consiglio Mariano Rumor e Giovanni Leone (che all'epoca dello scoppio dello scandalo era Presidente della Repubblica). Il processo si svolse davanti alla Corte costituzionale. Il 1º marzo 1979, Mario Tanassi, ex ministro e deputato in carica, fu condannato a 2 anni e quattro mesi per corruzione aggravata. Stessa pena ai fratelli Antonio e Ovidio Lefebvre e a Camillo Crociani, che resterà latitante fino alla morte. Duilio Fanali venne condannato a un anno e nove mesi di carcere, Luigi Gui fu invece assolto.
Quanto a Giovanni Leone, sebbene la sua estraneità fosse stata riconosciuta dalla commissione bicamerale d'indagine con il voto favorevole di 14 su 15 componenti, egli rassegnò le dimissioni da Presidente della Repubblica.

## Varianti

### AC-130

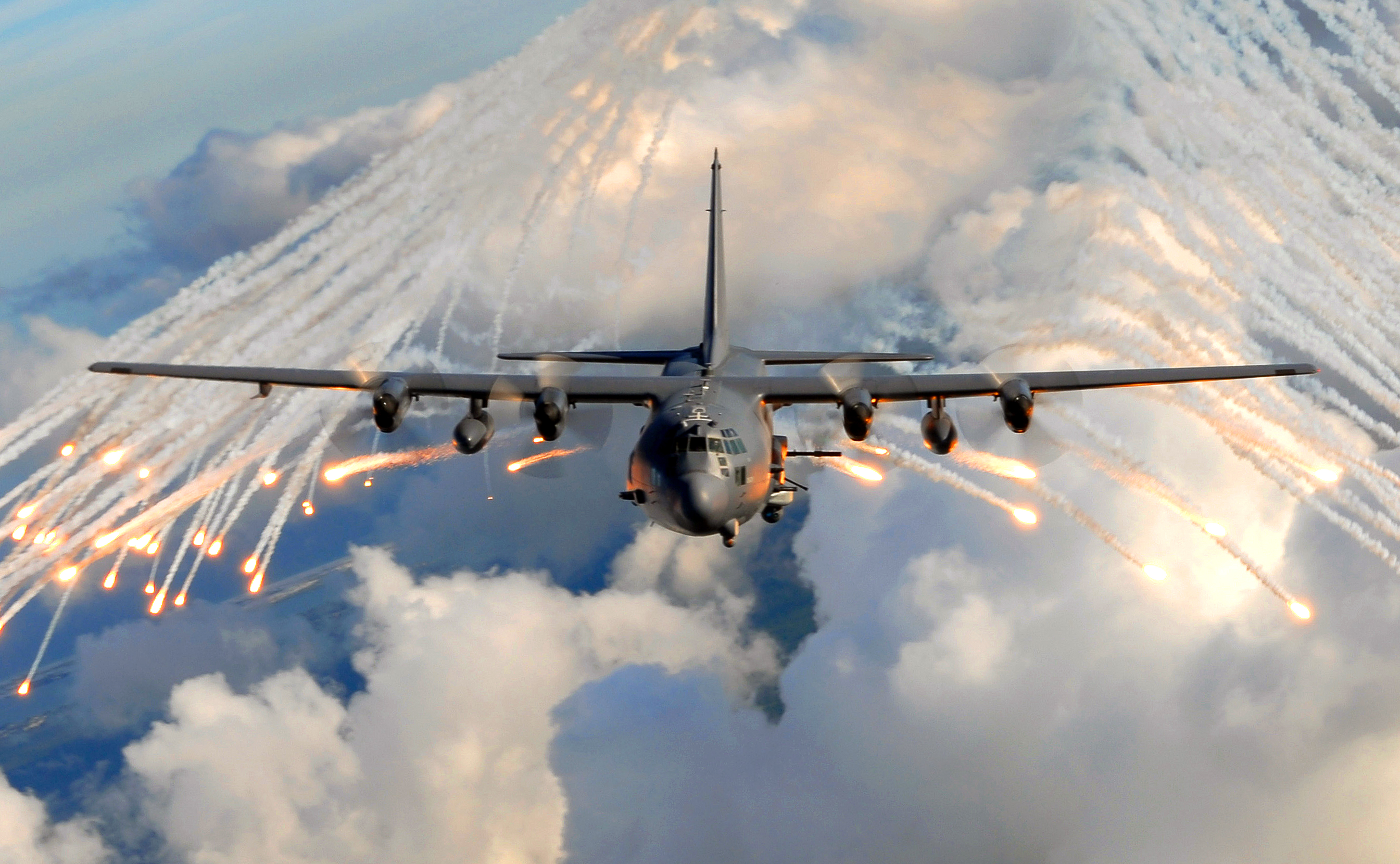
Un AC-130U mentre lancia i flare

L'AC-130 è una variante dell'Hercules impiegata come cannoniera volante e pesantemente armata per l'attacco al suolo. Questo velivolo è in servizio solo all'USAF dalla fine degli anni sessanta. La conversione del velivolo in cannoniera è effettuato dalla Boeing. Attualmente sono in servizio due versioni denominate AC-130H Spectre e AC-130U Spooky. Gli armamenti di bordo variano da un cannone Gatling da 20 mm fino a un obice da 105 mm, mentre l'equipaggio è composto da dodici o tredici persone. Gli AC-130 sono utilizzati per il Close Air Support, l'interdizione aerea e la protezione delle forze.

### DC-130

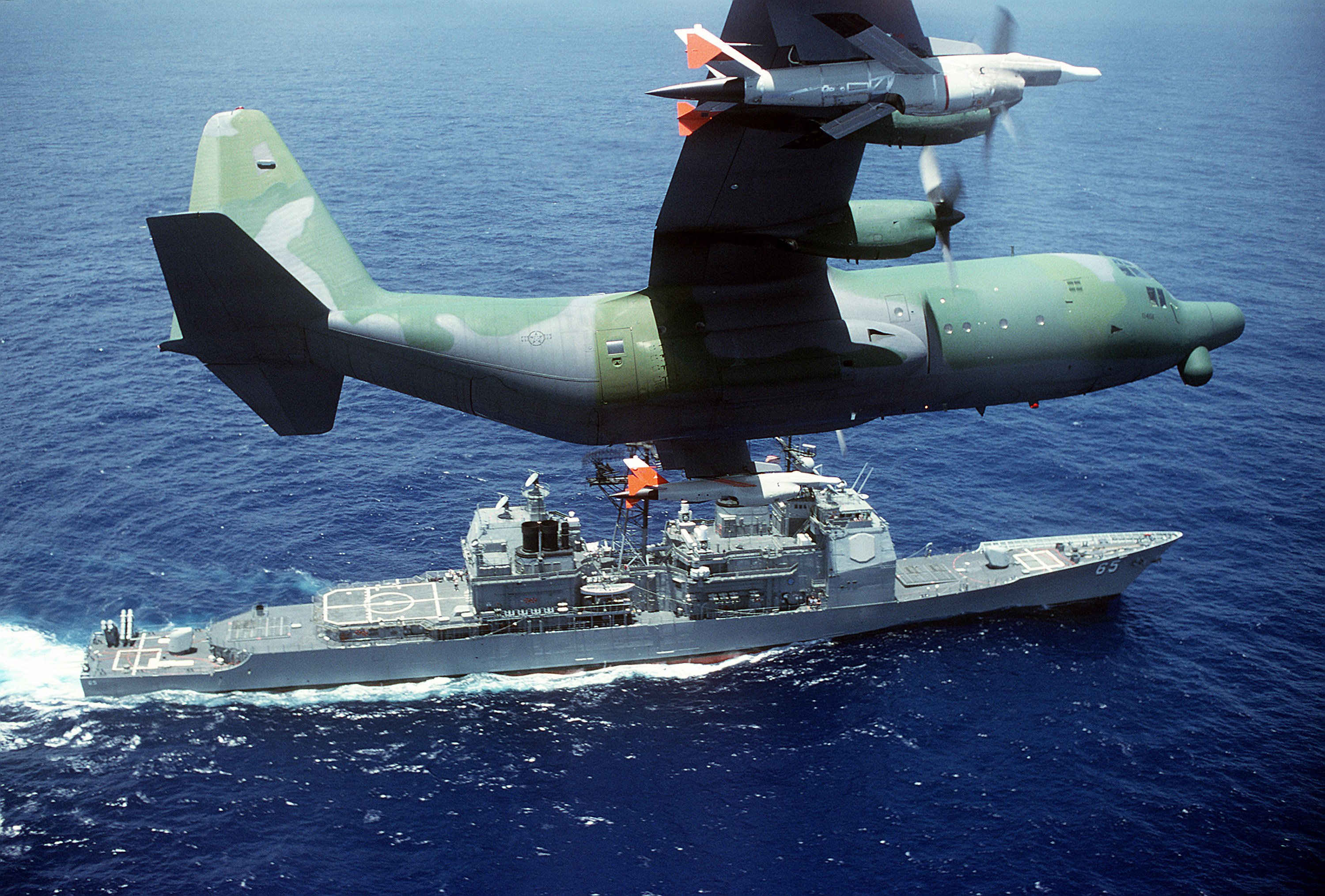
Un DC-130 passa sopra la

Il DC-130 è la variante dell'Hercules utilizzata per il controllo di droni. Può portare quattro droni Ryan Firebee sotto le sue ali.
Il DC-130H fu provato alla Hill Air Force Base, Utah con il 6514th Test Squadron. Esso può portare e lanciare fino a quattro droni, ma può controllarne fino a 16.
Per aumentare il raggio d'azione dei droni, negli anni '60 si decise di modificare alcuni C-130A per portare i droni sui piloni subalari. Questi velivoli furono ridesignati GC-130, MC-130 e DC-130. Lo Strategic Air Command assegnò il DC-130 alla 100th Strategic Reconnaissance Wing dal 1966. Nel 1976, i droni della 100th furono trasferiti al 432nd Tactical Drone Group del Tactical Air Command.

### EC-130

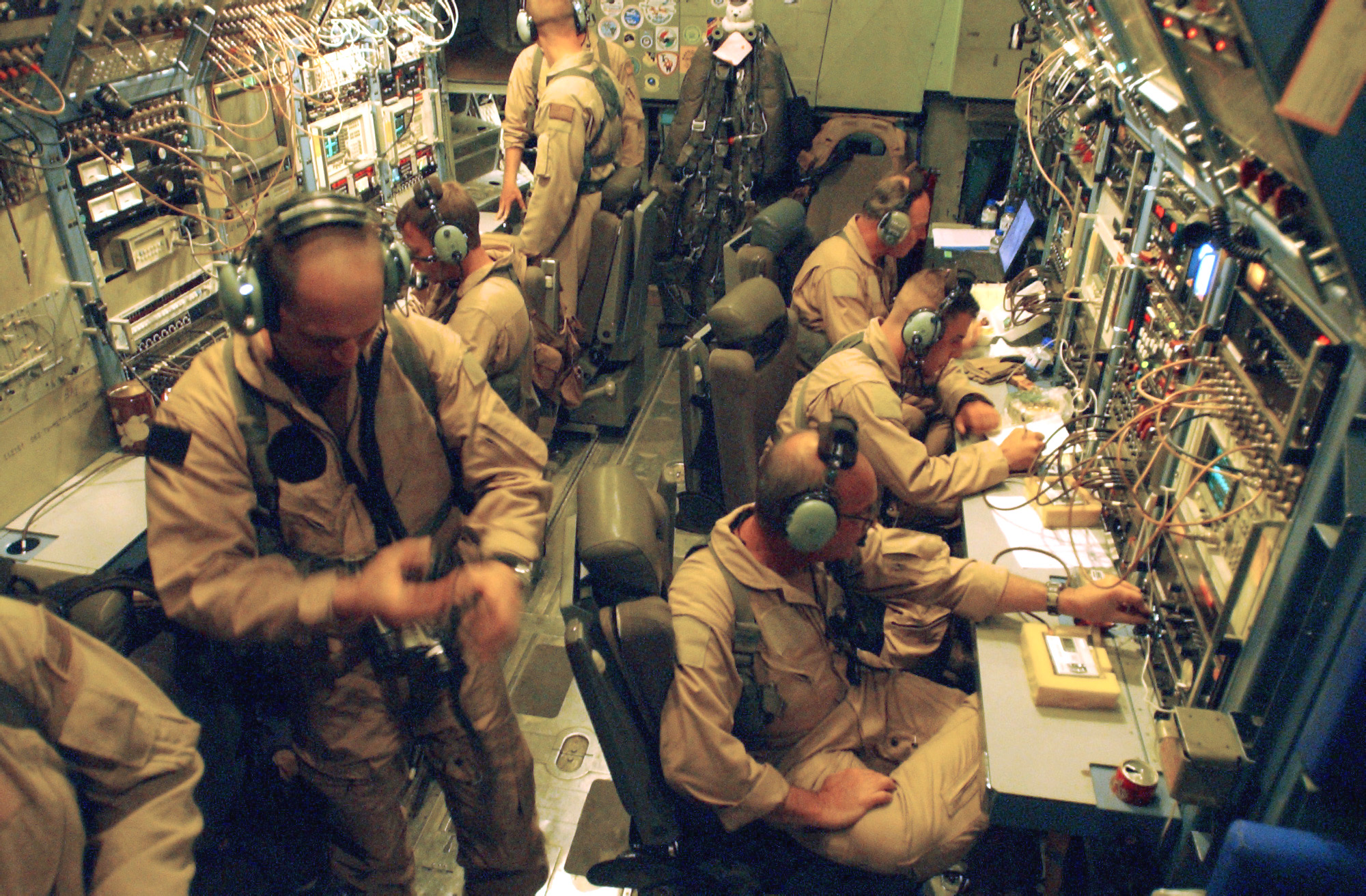
I militari del 4th Psychological Operations Group, 193rd Special Operations Wing, Pennsylvania Air National Guard impegnati nella trasmissione di programmi radiofonici e televisivi da una EC-130J Commando Solo in supporto dell'operazione Iraqi Freedom.

L'EC-130 Commando Solo è un C-130 modificato per condurre le operazioni psicologiche (PSYOP) e le trasmissioni civili nelle frequenze radiofoniche (AM, FM, HF) e televisive oltre a quelle per le comunicazioni militari. I voli vengono effettuati alla massima altezza possibile per assicurare la massima ampiezza delle trasmissioni. L'EC-130 vola sia di giorno che di notte ed è rifornibile in volo. Gli obiettivi a cui le trasmissioni sono dirette possono essere sia militari che civili. Il Commando Solo è utilizzato solo dalla 193d Special Operations Wing, con base all'aeroporto internazionale di Harrisburg a Middletown, Pennsylvania.
Una variante di questo velivolo è quella per le missioni ABCCC (Airborne Battlefield Command and Control Center - Centro di comando e controllo aereo del campo di battaglia), utilizzato come posto di comando tattico volante.
Esiste poi l'EC-130H Compass Call, versione volta ad ostacolare le comunicazioni nemiche con particolari contromisure elettroniche.
Gli EC-130H fanno parte dei Block (serie) 20/30/35 dei C-130. La conversione di tutta la flotta all'ultima serie, la 35, con una nuova sistemazione degli spazi interni e nuovi software operativi, è prevista per il 2011. Il Compass Call ha preso parte con successo a numerose operazioni militari condotte dall'USAF, come la guerra del Kosovo, l'invasione di Panama, la guerra del Golfo e la guerra in Afghanistan. Attualmente tutti i Compass Call sono parte del 55th Electronic Combat Group di stanza alla Davis-Monthan Air Force Base in Arizona. C'è anche l'EC-130V, velivolo AEW utilizzato dalla guardia costiera statunitense per le missioni anti-narcotici.

### HC-130

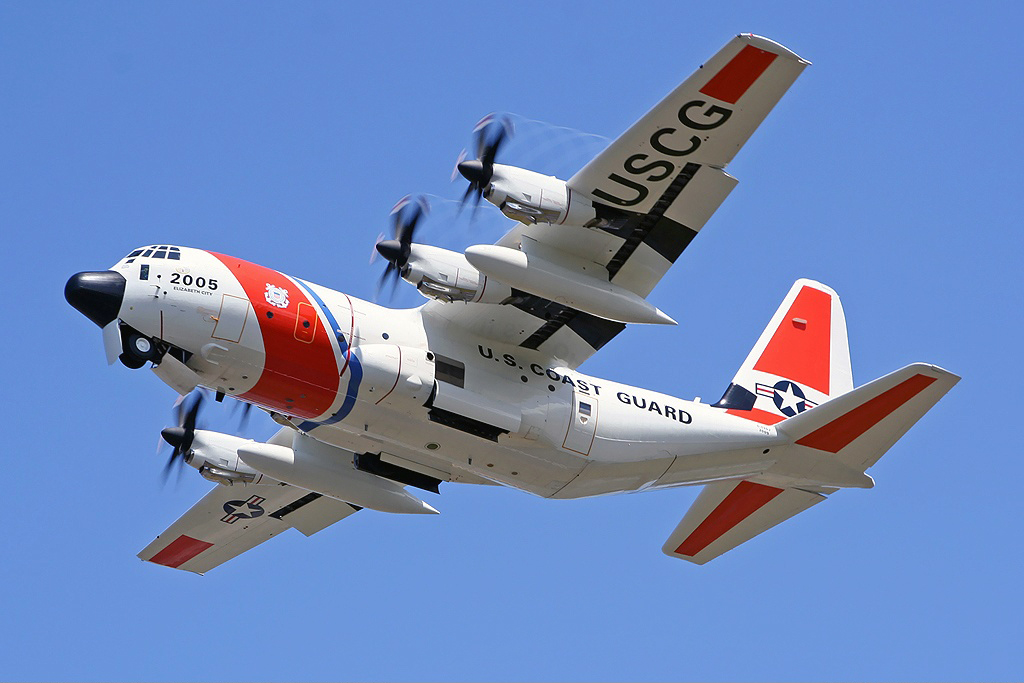
Un HC-130 della USCG dopo il decollo dalla base aerea di Lajes nelle isole Azzorre il 23 luglio 2005

L'HC-130 è la versione del C-130 utilizzata per le missioni di ricerca e soccorso (SAR) a lungo raggio anche in combattimento (CSAR). L'HC-130H e l'HC-130J sono utilizzati dalla Guardia costiera statunitense anche per la ricognizione marittima, mentre l'USAF usa l'HC-130N e l'HC-130P/N che possono effettuare sia missioni SAR che CSAR ed aumentare il raggio d'azione degli elicotteri da soccorso rifornendoli in volo, oltre a fungere da posto di controllo e comando volante per le stesse missioni.

### LC-130

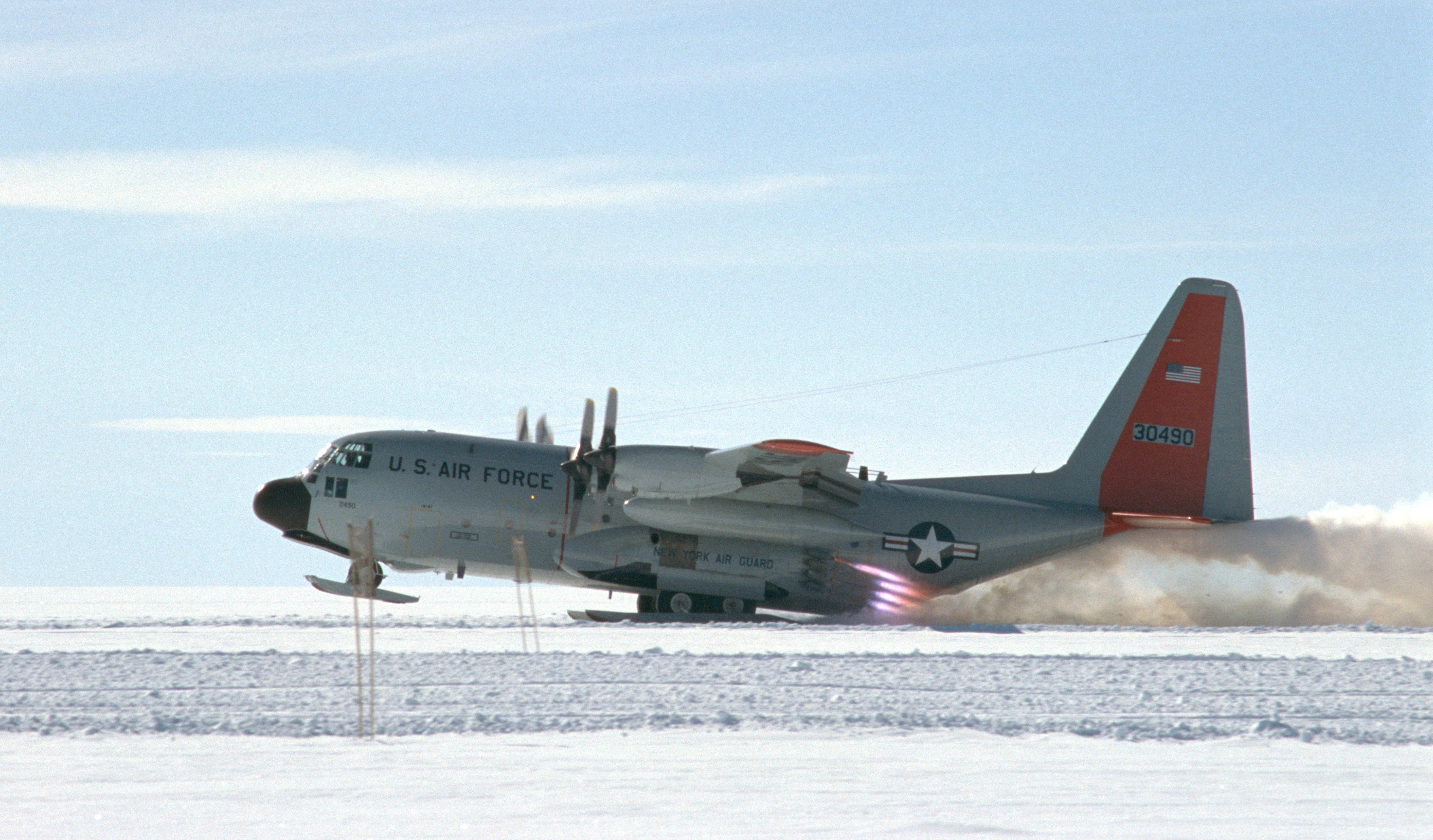
Un LC-130 Hercules mentre effettua un decollo assistito da razzi JATO in Groenlandia.

L'LC-130 è la variante del C-130 equipaggiata con pattini per il supporto alle operazioni in Artide ed Antartide utilizzato da USAF e Air National Guard. Diversi esemplari sono stati utilizzati dal VXE-6 della US Navy in supporto alla National Science Foundation, poi trasferiti alla Air National Guard per la stessa missione.
La principale missione dell'LC-130 è supportare la comunità scientifica in Antartide trasportando merci e personale dalla Stazione McMurdo ad altre basi, come la Amudsen-Scott
Gli LC-130 sono equipaggiati con pattini retraibili che consentono all'aeroplano di atterrare sia su neve e ghiaccio sia sulle piste normali. Il velivolo è provvisto di otto razzi JATO che sono utilizzati quando l'LC-130 deve decollare da piste non preparate o molto corte.

### L-100

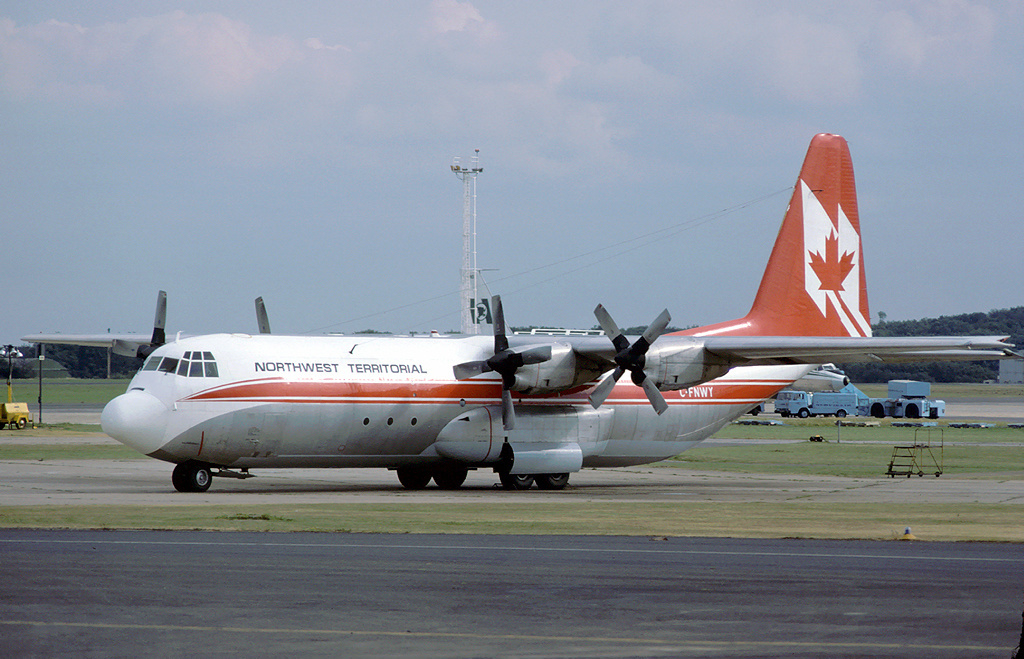
Un L-100-30 delle Northwest Territorial Airways all'Aeroporto di Londra-Stansted

L'L-100 Hercules era la versione civile del C-130, che volò per la prima volta nel 1964. Furono prodotte anche le versioni allungate L-100-20 e L-100-30, ma nel 1992 finì la costruzione degli L-100 con la consegna totale di 114 aeroplani.
Il progetto dell'L-100J, che si sarebbe dovuto sviluppare a partire dal C-130J fu cancellato nel 2000.

### MC-130

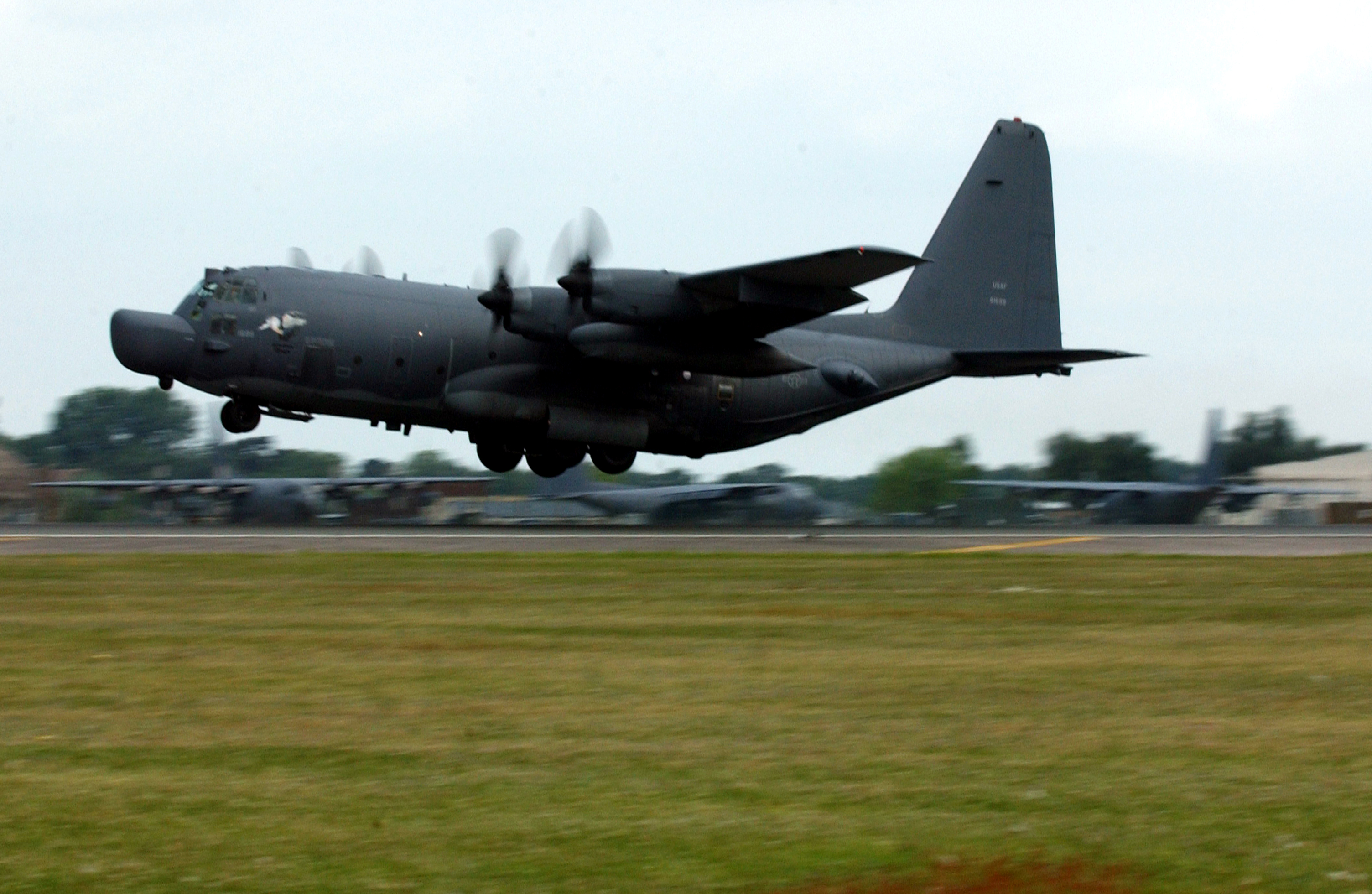
Un MC-130H Combat Talon II in decollo

MC-130 è la designazione utilizzata dall'USAF per una serie di velivoli derivati dal C-130 utilizzati per le operazioni speciali, utilizzato dall'AFSOC (United States Air Force Special Operations Command). Essi sono utilizzati per infiltrazioni, estrazioni, rifornimento di forze speciali, operazioni psicologiche e aviorifornimento di altri velivoli per le operazioni speciali.
La famiglia include l'MC-130E Combat Talon I, l'MC-130H Combat Talon II, l'MC-130W Combat Spear, e l'MC-130P Combat Shadow. Un tipo di MC-130, chiamato XFC-130H, non proseguì oltre la fase di sviluppo, ma uno di questi aeroplani divenne l'YMC-130H, che fu utilizzato come sede di test per il Combat Talon II. L'USAF sta chiedendo l'acquisto di almeno 27 nuovi MC-130J per sostituire i Combat Talon I e i Combat Shadow, e i primi dieci velivoli saranno consegnati nel 2011.
L'MC-130E fu il primo Combat Talon e fu sviluppato per supportare le operazioni clandestine nella guerra del Vietnam. 18 C-130E furono modificari, e quattro persi, ma i rimanenti sono ancora in servizion dopo quarant'anni. La versione migliorata Combat Talon II fu sviluppata negli anni ottanta dal C-130H ed entrò in servizio negli anni novanta. Quattro di 24 velivoli modificati sono stati persi durante le operazioni. Il Combat Spear, sempre derivato dal C-130H entrò in servizio nel 2006. Combat Shadow è la ridesignazione di alcuni HC-130 sviluppati durante la guerra del Vietnam per operazioni si ricerca e soccorso, che furono consegnati all'AFSOC negli anni '80 per l'utilizzo come aerocisterna. All'aprile 2017 sono in servizio 18 MC-130H Combat Talon II.

### WC-130
Il WC-130 è la versione dell'Hercules utilizzata per le missioni di ricognizione meteorologica. Esso è equipaggiato con particolari strumentazioni adatte ad ottenere dati su movimento, grandezza ed intensità di uragani e tempeste. Il WC-130 è in dotazione al 53rd Weather Reconnaissance Squadron basato alla Keesler AFB. Il 53rd WRS, conosciuto anche come Hurricane Hunters è responsabile della ricognizione meteorologica di oceano Atlantico, mar dei Caraibi, golfo del Messico, Pacifico centrale e orientale.
Il WC-130B fu utilizzato dal Military Airlift Command dal 1962 al 1979, il WC-130E dal 1965 al 1993, seguito dal WC-130H dal 1973 a 2005 con i 53rd, 54th, 55th e 56th Weather Reconnaissance Squadron della 9th Weather Reconnaissance Wing. Tre WC-130A furono utilizzati nel sud-est asiatico dal 1967 al 1970 con il 54th Weather Reconnaissance Squadron. Solo il WC-130J, introdotto nel 1999 è ancora utilizzato dal 53rd Weather Reconnaissance Squadron, che ora fa parte della 403rd Wing della riserva dell'USAF.
I WC-130J e i WP-3D Orion della NOAA danno importantissime informazioni utili a prevedere i cicloni tropicali. I velivoli entrano nei cicloni e negli uragani ad altitudini variabili tra i 500 e i 10 000 piedi (152 - 3 048 metri) secondo l'intensità della tempesta e volano in un raggio di circa 100 miglia (160 km) dal vortice per ottenere dati abbastanza precisi sulla struttura del ciclone.
La funzione principale del WC-130 è di raccogliere dati ad alta precisione riguardanti l'ambiente della tempesta. Questo include l'entrata nell'occhio del ciclone. Le informazioni vengono inviate via satellite al National Hurricane Center.
Il WC-130J può restare in volo per circa 18 ore ad una velocità di crociera superiore ai 480 km/h. Normalmente una missione dura 11 ore e copre una distanza di 5 600 km. L'equipaggio invia i dati ogni minuto. Vi è un minimo di cinque membri dell'equipaggio sul WC-130J. Di fronte al compartimento cargo, l'ufficiale addetto alla ricognizione meteorologica utilizza l'equipaggiamento computerizzato apposito, assume il compito di direttore di volo all'interno della tempesta e valuta ogni condizione atmosferica come turbolenze, visibilità, tipi e numero di nuvole e venti. Egli poi utilizza le apparecchiature per determinare il centro della tempesta ed analizzare dati come pressione e temperatura.
Una particolare apparecchiatura montata a bordo del WC-130J è la sonda di caduta. È uno strumento a forma cilindrica lungo circa 40 cm e di 4 cm di diametro che pesa poco più di un chiligrammo. Si tratta di una radio ad alta frequenza ed altri sensori che vengono sganciati dall'aereo ogni 650 km sopra l'acqua. Scendendo verso la superficie marina, lo strumento misura ed invia all'aeroplano i dati riguardanti la variazione in funzione della quota di temperatura, umidità, pressione e venti. La sonda è rallentata e stabilizzata da un piccolo paracadute. Un operatore apposito sul velivolo riceve i dati, li analizza e li invia al satellite. Da maggio 2007, il WC-130J è stato equipaggiato con un radiometro a microonde che misura continuamente i venti di superficie e le precipitazioni sotto l'aeroplano.
Le informazioni raccolte dal WC-130J rendono possibile dare in anticipo l'allarme uragano e aumentano la precisione delle previsioni di almeno il 30%. I dati raccolti dall'aeroplani vengono inviati al National Hurricane Center di Miami, l'agenzia meteorologica che ha il compito di tenere sotto controllo gli uragani nell'Atlantico.

### Altri
- JC-130 e NC-130 - test
- KC-130 - trasporto tattico e rifornimento in volo, usato dai Marines.
- PC-130 - pattugliamento
- RC-130 - ricognizione.
- SC-130 - missioni SAR
- TC-130 - addestramento
- VC-130 - trasporto VIP

## Utilizzatori

Paesi che utilizzano il C-130

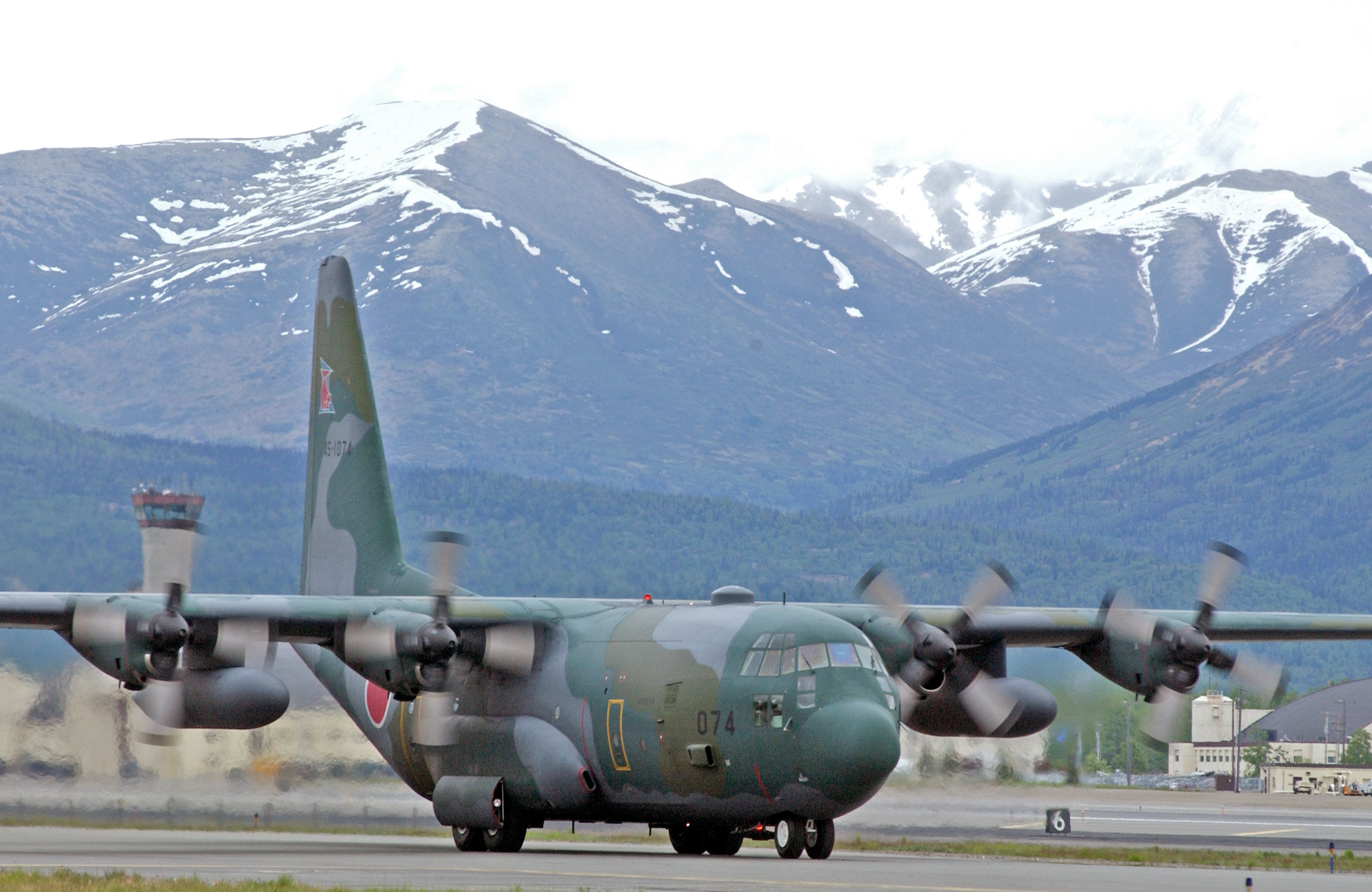
Un C-130H Giapponese

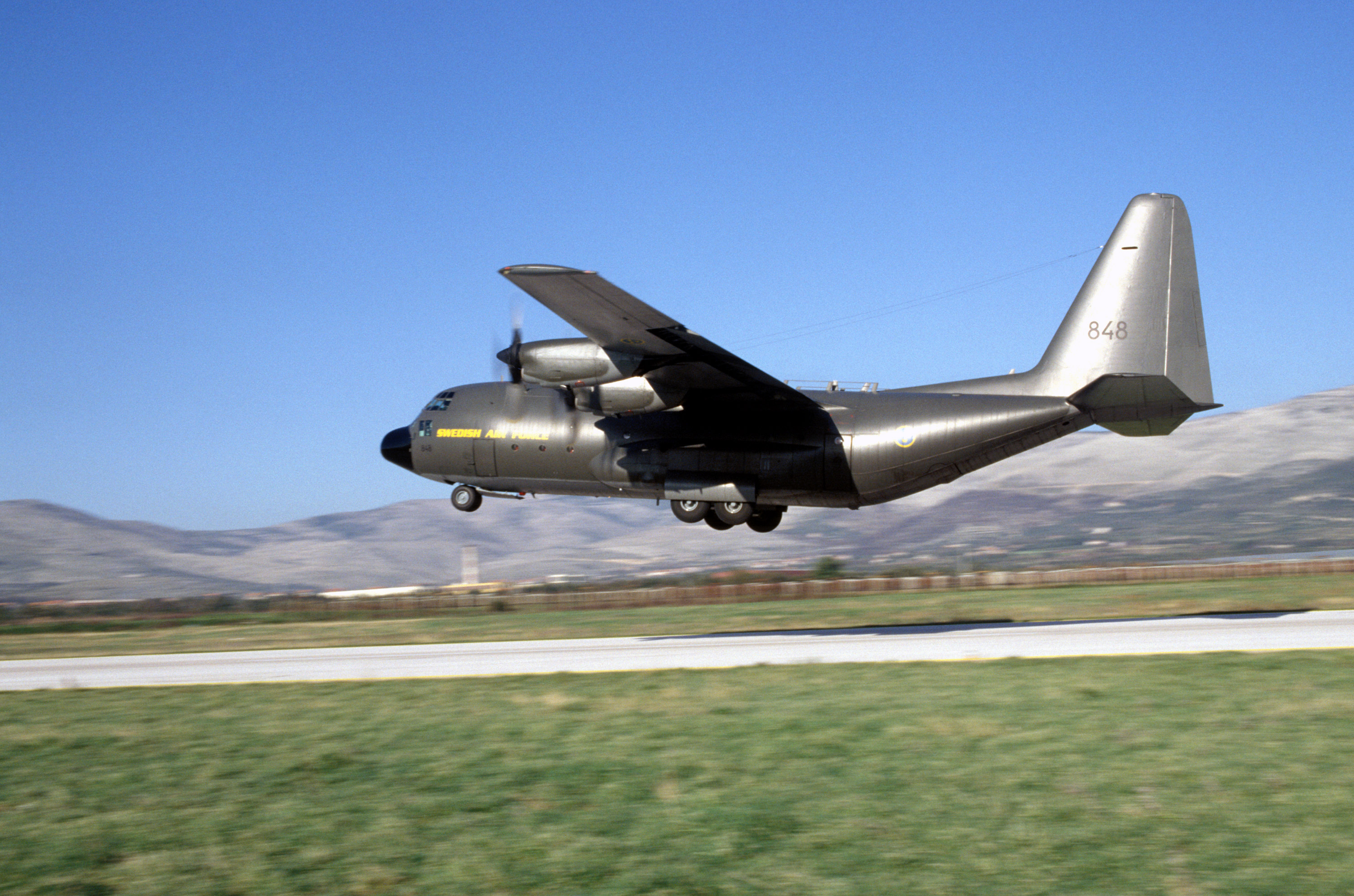
Un C-130H svedese in decollo

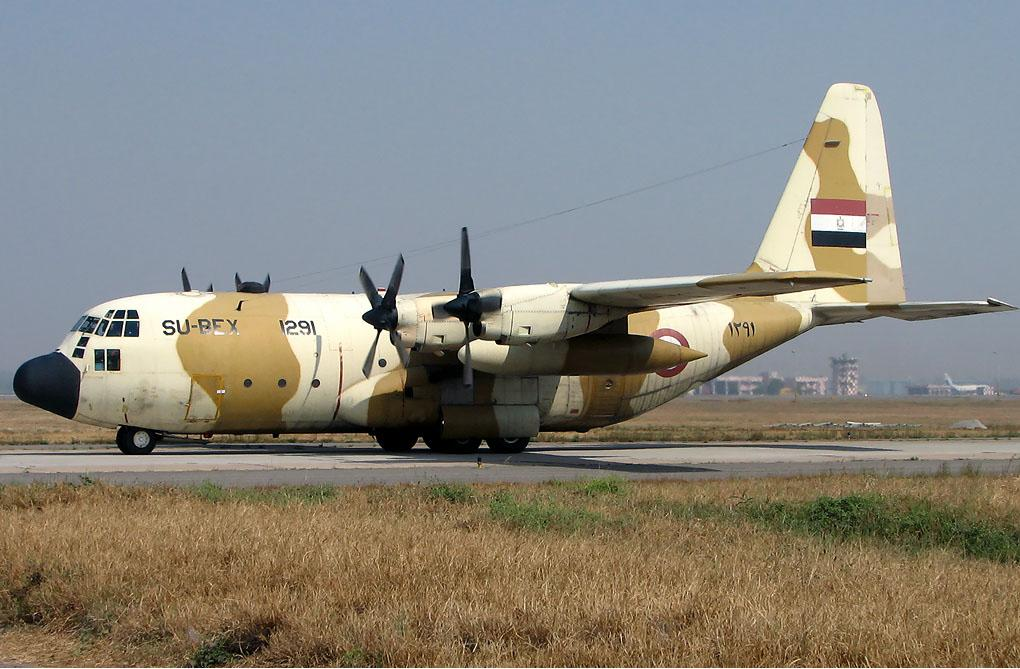
Un Hercules egiziano

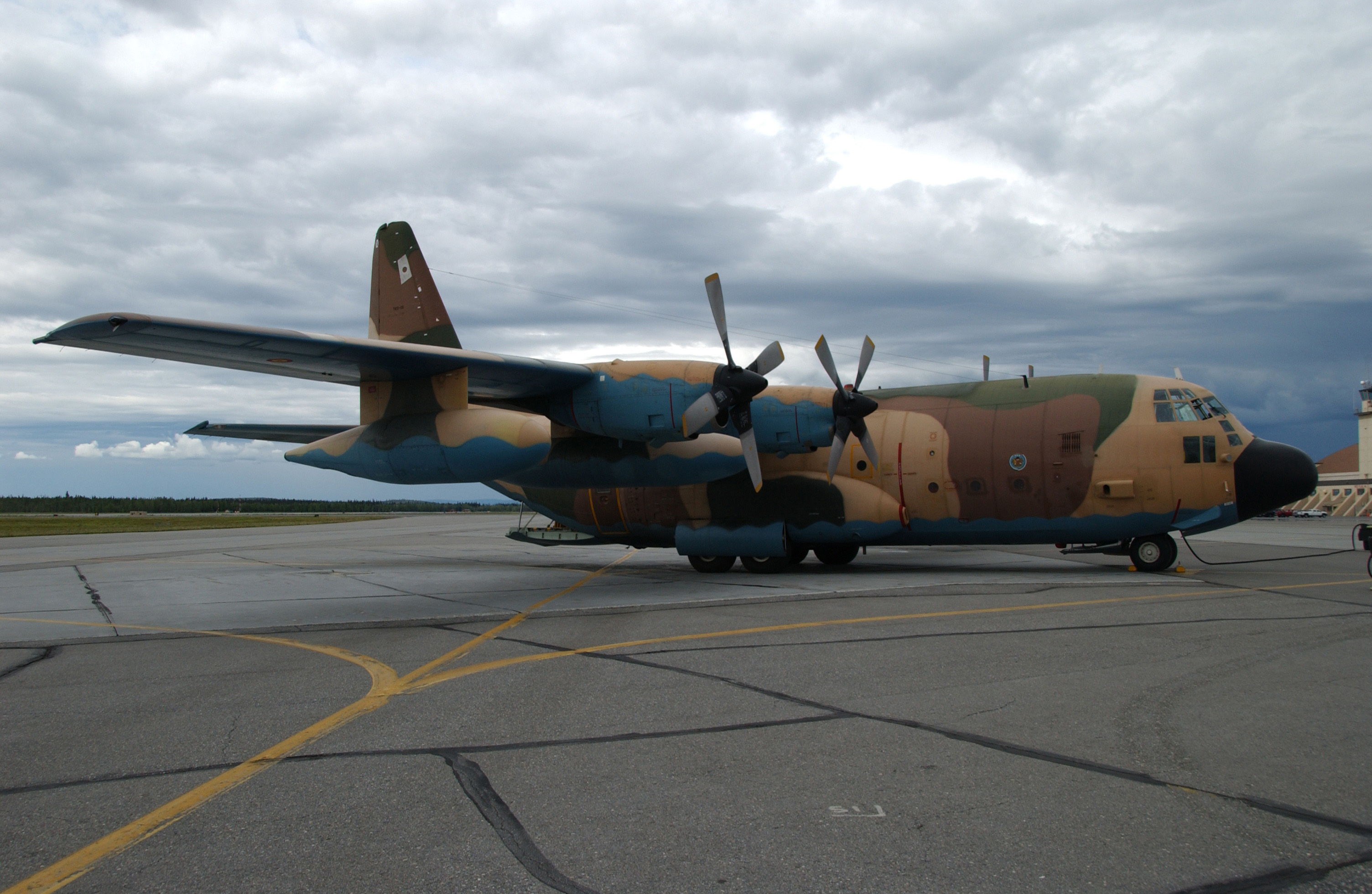
C-130 spagnolo

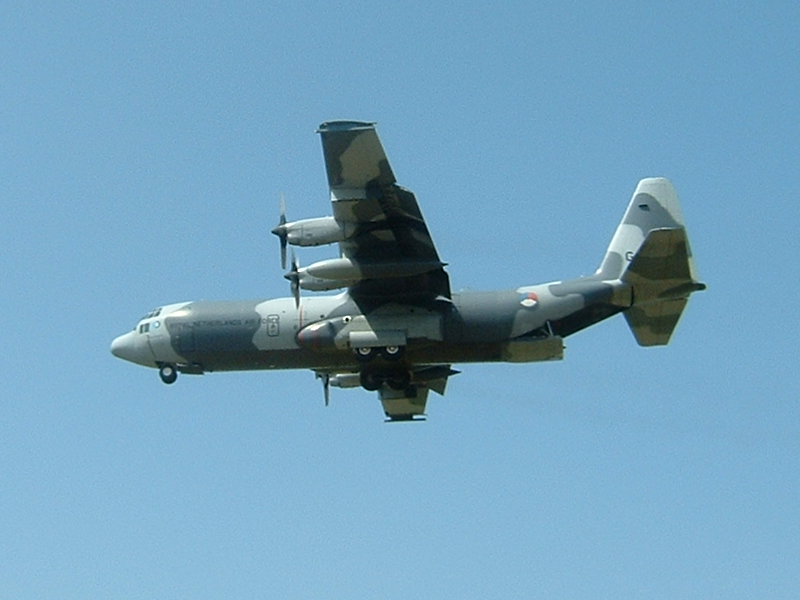
Un C-130 olandese

Nota: la lista è incompleta

### Civili
Canada
- Coulson Aviation

6 C-130 di varie versioni in servizio, più ulteriori 4 C-130H ex Royal New Zealand Air Force acquistati l'11 aprile 2025.
 Messico
- Pemex

L-100-30 consegnati, uno dei quali ceduto alla Fuerza Aérea Mexicana alla fine degli anni novanta.
 Stati Uniti
- Blue Aerospace

6 C-130H ex Belgian Air Force sono stati acquistati a luglio 2020. 6 C-130H ex Ejército de l'Aire spagnolo acquistati a dicembre 2020. 7 C-130H rivenduti alla Pakistan Air Force nel 2021.

### Governativi
Stati Uniti
- California Department of Forestry and Fire Protection

7 HC-130H ex United States Coast Guard acquistati il 24 luglio 2018, che saranno modificati in C-130H per la lotta antincendio e consegnati nel 2023.

### Militari
Afghanistan
- Forza aerea dell'Esercito Nazionale afghano

4 C-130H ex USAF consegnati tra l'ottobre 2013 e il giugno 2015.
 Algeria
- Al-Quwwat al-Jawwiyya al-Jaza'iriyya

20 tra C-130H e C-130H-30 consegnati a partire dal 1981. 6 C-130H, 7 C-130H-30 e 1 L-100-30 in servizio al novembre 2021, in quanto un esemplare è andato distrutto il 3 giugno 2018.
vedi Lockheed Martin C-130J Super Hercules
 Angola
- Força Aérea Nacional Angolana (6 C-130K, 3 L-100-20, 2 L-100-30)

 Arabia Saudita
- Al-Quwwat al-Jawwiyya al-Sa'udiyya

3 C-130E, 19 C-130H e 7 KC-130H in servizio al giugno 2022. 6 C-130E sono stati ceduti all'Aeronautica Militare turca nel 2010 e consegnati tra il 20 novembre 2011 e il 21 gennaio 2012.
 Argentina
- Fuerza Aérea Argentina

3 C-130E entrati in servizio nel dicembre 1968, 5 C-130H nel 1971-1975, 2 KC-130H nel 1979, 1 L-100 nel 1982, più 5 C-130B ex USAF nel 1992-1994, ma destinati alla cannibalizzazione. L'ultimo dei cinque aerei sottoposti ad un programma di aggiornamento a partire dal 2017, è stato consegnato il 22 dicembre 2022. Un ulteriore C-130H ex USAF acquistato a gennaio 2023 e consegnato a giugno dello stesso anno.
- - 1ª brigata aerea
    - 1ª Squadriglia trasporto aereo - Base aerea di El Palomar (C-130B/H, KC-130H, L-100-30)

 Australia
- Royal Australian Air Force

12 C-130A in servizio dal 1958 al 1978, sostituiti con 12 C-130E in servizio dal 1966 al 2000, a loro volta sostituiti con 12 C-130H, in servizio dal 1978 al novembre 2012.
- - 37ª Squadriglia - Base di Richmond, Nuovo Galles del Sud[73]
vedi Lockheed Martin C-130J Super Hercules

 Austria
- Österreichische Luftstreitkräfte

3 C-130K ex RAF acquisiti nel 2003 revisionati dalla Marshall Aerospace. Un primo aggiornamento dell'avionica fu approvato nel 2011 e concluso nel 2015.
- - Fliegerregiment 3, 4 Transportstaffel Linz/Horsching

 Bangladesh
- Bangladesh Biman Bahini

3 C-130B e 1 C-130E ex USAF consegnati a partire dal 2001 e tutti in servizio al febbraio 2021.
vedi Lockheed Martin C-130J Super Hercules
 Belgio
- Composante air de l'armée belge
  - 15º Stormo - Brussels-Melsbroek

Dei 12 C-130H che sono stati acquisiti dal Belgio nel 1972, uno è stato perso nel 1996 e un altro distrutto da un incendio nel 2006. Uno di questi due velivoli persi è stato sostituito, nel 2009, da uno C-130E ex USAF che fu aggiornato allo standard C-130H. I 9 esemplari ancora operativi sono stati messi in vendita al giugno 2019. 7 esemplari sono stati venduti alla Blue Aerospace. 7 C-130H sono stati rivenduti dalla Blue Aerospace alla Pakistan Air Force nel 2021, con prime consegne attese per la fine del 2022.
 Bolivia
- Fuerza Aérea de Bolivia

15 tra C-130B e C-130H consegnati, 2 C-130B e 1 C-130H in servizio al gennaio 2017.
- - Escuadrón de Transporte 710
  - Fuerza de Tarea Diablos Negros
  - Transporte Aéreos Bolivianos

 Botswana
- Botswana Defence Force Air Wing

3 C-130B consegnati a partire dal 1997, con l'ultimo esemplare ritirato nel 2023. Uno C-130H ex USAF donato dagli Stati Uniti, è entrato in servizio il 27 maggio 2024 dopo che è stato consegnato il 24 dello stesso mese.
 Brasile
- Força Aérea Brasileira

11 C-130E consegnati tra il 1964 e il 1969, 3 dei quali attrezzati per compiti SAR. 3 C-130H e 2 KC-130H consegnati tra il 1974 e il 1978, altri 3 C-130H nel 1987 e 10 C-130H di seconda mano ex AMI nel biennio 2001-2002. Tutti i C-130H ed 8 C-130E furono aggiornati allo standard C-130M. La manutenzione dei 10 C-130M e 2 KC-130M che erano in servizio al gennaio 2019, fu curata dalla OGMA portoghese. Gli ultimi esemplari sono stati ritirati dal servizio il 1 marzo 2024.
- - 1.Grupo de Transporte - Galeão
  - 1.Grupo de Transporte de Tropas - Campo dos Afonsos

 Brunei
- Tentera Udara Diraja Brunei

vedi Lockheed Martin C-130J Super Hercules
 Camerun
- Armée de l'Air du Cameroun

2 C-120H ordinati nel 1977, più 1 C-130H-30 nel 1982. Un contratto è stato assegnato alla Marshall Aerospace and Defense Group per la manutenzione, l'addestramento e il supporto della flotta dei 3 C-130H in servizio al maggio 2020.
 Canada
- Royal Canadian Air Force

28 tra C-130E e C-130H consegnati, 8 in servizio al novembre 2017. 3 C-130B ceduti alla Fuerza Aérea Colombiana nel 1968.
vedi Lockheed Martin C-130J Super Hercules
- - 8 Wing
    - 424 Squadron - Trenton, Ontario (CC-130E/H T56-15)
    - 426 Squadron - Trenton, Ontario (CC-130E/H T56-15)
    - 436 Squadron - Trenton, Ontario (CC-130E/H T56-15)

  - 14 Wing
    - 413 Squadron- Greenwood, Nuova Scozia (C-130E?-1)

  - 17 Wing
    - 435 Squadron - Winnipeg, Manitoba (CC-130HR(T))
vediLockheed Martin C-130J Super Hercules

 Rep. Centrafricana
- Force Aérienne Centrafricaine

1 C-130A consegnato, di cui non si conosce l'operatività al febbraio 2018.
 Ciad
- Force Aérienne Tchadienne

2 tra C-130H e C-130H-30 consegnati, 1 in servizio al maggio 2018.
 Cile
- Fuerza Aérea de Chile

3 C-130H consegnati. 4 C-130R (2 dei quali in versione aerocisterna) ex US Marine Corps consegnati a partire dal 2015. 3 C-130H, 1 C-130B e 3 KC-130R in servizio all'aprile 2021 in quanto vi è stata la consegna del primo di 2 nuovi C-130H ex USAF (il secondo sostituirà l'unico C-130B ancora in organico), e la perdita di un esemplare della versione R a dicembre 2019. Un KC-130R e uno C-130H, al gennaio 2023, sono stati aggiornati con l'integrazione di nuove eliche a otto pale NP2000 della Collins Aerospace. Aggiornamento che sarà esteso a tutti gli aerei del tipo in organico.
- - Grupo de Aviación N°10

 Colombia
- Fuerza Aérea Colombiana

2 C-130B ex Royal Canadian Air Force ricevuti nel 1968. Ulteriori 8 C-130B e 2 C-130H ex USAF ricevuti a partire dal 1984. Ulteriori 3 C-130H ex USAF ricevuti tra il 2020 e il 2021. Ulteriori 3 aerei, presi dai surplus dell'USAF, sono stati consegnati, uno a settembre 2020, e due il 3 agosto 2021.
 Corea del Sud
- Daehan Minguk Gonggun

8 C-130H e 4 C-130H-30 consegnati e tutti in servizio al dicembre 2018.
vedi Lockheed Martin C-130J Super Hercules
- - 5º Stormo Trasporto Tattico
    - 251ª Squadriglia Supporto Aereo Tattico - Busan-Gimhae (C-130H

  - 15º Stormo composito
    - 255ª Squadriglia Operazioni Speciali
    - 257ª Squadriglia Trasporto Aereo Tattico

 Danimarca
- Flyvevåbnet

3 C-130H in servizio tra il 1975 e il 2004. Ceduti all'Aeronautica militare egiziana dopo che furono ritirati dalla Lockheed Martin.
- - 721 Eskadrille - Aalborg
vedi Lockheed Martin C-130J Super Hercules

 Ecuador
- Fuerza Aérea Ecuatoriana

3 C-130H ed 1 L-100-30 consegnati. Ulteriori due C-130H donato ex USAF acquistati, il primo dei quali è stato consegnato a fine marzo 2024.
 Egitto
- Al-Quwwat al-Jawwiya al-Misriyya

21 C-130H, 2 EC-130H (ottenuti modificando 2 del modello da trasporto) e 2 VC-130H consegnati, 19 del primo modello, 2 del secondo ed 1 del terzo in servizio all'agosto 2019. Tre dei C-130H sono esemplari ex Reale Aeronautica militare danese, ricevuti da Lockheed Martin dopo il loro ritiro nel 2004.
- - 26ª Squadriglia - Aeroporto del Cairo ovest

 Emirati Arabi Uniti
- Al-Imarat al-'Arabiyya al-Muttahida

6 C-130H e 2 L-100-30 consegnati.
- - Stormo da Trasporto - Base Aerea di Al Bateen
    - Squadriglia C-130

 Etiopia
- Ye Ithopya Ayer Hayl

4 C-130B, 2 C-130E ex USAF consegnati nel 2014 e nel 2018, 1 C-130B ed 1 C-130E in servizio al gennaio 2020.
 Filippine
- Hukbong Himpapawid ng Pilipinas

8 C-130H consegnati (i 6 superstiti erano conservati in deposito al 2017) dal 1973 al 1977, 3 C-130B tra il 1998 ed il 2001 e 2 C-130T nel 2015-2016. Ad ottobre 2016 risultano consegnati i due esemplari di C-130T presi dai surplus dei Marines. 2 ulteriori C-130H ex USAF ordinati nella prima metà del 2020, il primo dei quali consegnato il 29 gennaio 2021 ed è entrato in servizio il mese successivo. Il primo dei due C-130H ex USAF è stato perso in un incidente il 4 luglio 2021.
- - 220º Stormo Trasporto Aereo
    - 222ª Squadriglia da Trasporto - Base aerea di Benito Ebuen, Isola di Mactan, Cebu

 Francia
- Armée de l'air

5 C-130H e 9 C-130H-30 consegnati e tutti in servizio all'aprile 2020. Tutti e 14 gli esemplari saranno aggiornati con strumentazione digitale, torretta FLIR e maggiore autoprotezione elettronica.
vedi Lockheed Martin C-130J Super Hercules
- - ET 02.061 Franche-Comté - Base aerea di Orléans Bricy

 Gabon
- Armée de l'air Gabonaise

2 L-100-30 ed 1 C-130H consegnati, 1 L-100-30 in servizio al maggio 2020.
 Germania
- Luftwaffe

vedi Lockheed Martin C-130J Super Hercules
 Giappone
- Kōkū Jieitai

13 C-130H e 2 KC-130H consegnati e tutti in servizio al novembre 2020.
- - 401º squadrone - Komaki, Aichi (C-130H)
- Kaijō Jieitai

6 KC-130H ex US Navy acquistati nel 2011 e ricevuti dopo essere stati riconvertiti in cargo.
 Giordania
- Al-Quwwat al-Jawwiyya al-malikiyya al-Urdunniyya

3 C-130E e 5 C-130H consegnati, 3 del primo modello e 5 del secondo in servizio al febbraio 2021. Ulteriori 3 C-130H ex USAF ordinati a marzo 2019, con i primi due esemplari consegnati il 7 dicembre 2021, mentre il terzo sarà consegnato nel 2022.
- - 3ª Squadriglia - Al Matar/Amman (C-130H)

 Grecia
- Polemikí Aeroporía

A partire dal settembre 1975 furono consegnati 5 C-130B e 13 C-130H. Nel 2005, sugli esemplari superstiti è stato introdotto un Avionic Upgrade program denominato Herc 2020 che includeva nuovo radar, FMS, EGPWS, TCAS, pilota automatico migliorato e sistemi di auto-protezione. Il 10 febbraio 2023 l'aeronautica ha dichiarato che quasi tutti i suoi nove C-130 (2 C-130B e 7 C-130H) sono stati messi a terra, a causa di problemi strutturali, e che si sta vagliando l'acquisto di 6 C-130J sul mercato dell'usato.
- - 112 Pterix 356 Mira 'Iraklis' - Elefsis

 Honduras
- Fuerza Aérea Hondureña (4 C-130A, 1 in servizio)

 India
- Bhāratīya Vāyu Senā

Vedi Lockheed Martin C-130J Super Hercules
 Indonesia
- Tentara Nasional Indonesia Angkatan Udara

10 C-130B acquistati nuovi nel 1960-1961, più ulteriori 3 di seconda mano. 4 C-130H e 8 C-130H-30 (comprendente 1 L-100/30 per il trasporto VIP) acquistati nuovi tra il 1978 e il 1982, integrati da 9 C-130H ex RAAF tra il 2016 e il 2017. 9 esemplari persi tra il 1964 ed il 2016.
- - Skadron Udara 17 (VIP)
  - Skadron Udara 31
  - Skadron Udara 32
vedi Lockheed Martin C-130J Super Hercules

 Iran
- Niru-ye Havayi-ye Artesh-e Jomhuri-ye Eslami-e Iran

56 tra C-130E e C-130H consegnati.
 Iraq
- Al-Quwwat al-Jawwiyya al-'Iraqiyya

3 C-130E consegnati.
- - 23ª Squadriglia 23
vedi Lockheed Martin C-130J Super Hercules

 Israele
- Heyl Ha'Avir

22 tra C-130E e C-130H, 4 KC-130H consegnati a partire dal 1973. 2 C-130E ceduti alla FAM messicana nei primi anni duemila.
- - 103ª Squadriglia 103 - Nevatim (C-130E/H, KC-130H)
  - 131ª Squadriglia 131 - Nevatim (C-130E/H, KC-130H)
vedi Lockheed Martin C-130J Super Hercules

 Italia
- Aeronautica Militare
  - 46ª Brigata Aerea
    - 2º Gruppo - Pisa-San Giusto
    - 50º Gruppo - Pisa-San Giusto
    - in precedenza l'A.M.I. ha avuto in servizio 14 esemplari della versione C-130H dal 1972 al 2003.
vedi Lockheed Martin C-130J Super Hercules

 Kuwait
- Al-Quwwat al-Jawwiyya al-Kuwaytiyya
  - 41º squadrone - Kuwait International Airport

4 L-100-30 consegnati, 3 in servizio al giugno 2022.
 Liberia
- Liberian Army Air Wing

 Libia
- Al-Quwwat al-Jawwiyya al-Libiyya

17 tra C-130H e L-100 consegnati.
 Malaysia
- Tentera Udara Diraja Malaysia

9 esemplari di C-130H consegnati tra il 1976 e il 1980, e 6 C-130H-30 tra il 1991 e il 1995. 1 C-130H-MP da pattugliamento marittimo e 4 KC-130H consegnati.
- - 14ª Squadriglia - Labuan (C-130H)
  - 20ª Squadriglia - Subang (C-130H, C-130H-30, C-130H-MP)

 Marocco
- Forces royales air

A partire dal 1974 furono consegnati 15 C-130H, 2 EC-130H e 2 KC-130H. 14 C-130H, 1 EC-130H e 2 KC-130H in servizio all'agosto 2019, mese in cui è stato comunicato che ulteriori 2 C-130H di seconda mano saranno forniti dagli Stati Uniti.
- - Escadrille de Transport - Rabat

 Messico
- Fuerza Aérea Mexicana

10 C-130A ex USAF ricevuti a partire dal 1987, ritirati a partire dai primi anni duemila. 1 L-100-30 ex Petróleos Mexicanos (Pemex) ricevuto alla fine degli anni novanta. 2 C-130E ex Aeronautica israeliana e 4 C-130K ex RAF ricevuti a partire dai primi anni duemila.
- - 302º squadrone Air Squadron - Base aerea di Santa Lucía

 Niger
- Armée de l'air du Niger

2 C-130H consegnati nel 1978, uno dei quali è stato perso nel 1997. Un ulteriore C-130H ex USAF è stato consegnato il 4 gennaio 2021. Un ulteriore C-130H ex USAF è stato consegnato il 4 gennaio 2021. Un secondo C-130H è stato consegnato il 7 dicembre 2021. Il terzo ed ultimo C-130H ex USAF è stato consegnato il 12 dicembre 2022.
 Nigeria
- Nigerian Air Force

6 C-130H consegnati nel 1975-1976, 5 dei quali revisionati nel 2003, stoccati in magazzino (uno andò perso nel 1992). Restano operativi, all'ottobre 2018, solo i 3 C-130H-30 acquistati nel 1985 ed aggiornati nel 2013-2015.
- - 88 MAG - Lagos

 Norvegia
- Kongelige Norske Luftforsvaret

6 C-130H in servizio tra il 1969 e il 2008, 5 dei quali immagazzinati all'AMARG negli USA. Nel novembre 2019 sono stati venduti alla Coulson Aviation che li modificherà in piattaforme antincendio.
- - 335ª Squadriglia - Gardermoen, Ullensaker (C-130H)
vedi Lockheed Martin C-130J Super Hercules

 Nuova Zelanda
- Royal New Zealand Air Force

5 C-130H consegnati tra il 1965 ed il 1968 (sottoposti ad upgrade nel 1989 e nel 2008), e tutti in servizio al giugno 2020. Il primo dei cinque C-130H ancora in servizio è stato ritirato ufficialmente il 10 febbraio 2023. Un secondo esemplare è stato ritirato il novembre 2023. Gli ultimi 3 esemplari, hanno effettuato voli di addio il 3 e il 4 febbraio 2025, benché risultassero ritirati dal servizio il 31 gennaio 2025. Quattro dei cinque C-130H ritirati sono stati ceduti alla canadese Coulson Aviation l'11 aprile 2025.
vedi Lockheed Martin C-130J Super Hercules
- - No. 40 Squadron - Whenuapai, Auckland

 Oman
- Al Quwwat al-Jawwiya al-Sultanya al-Omanya
  - 16ª Squadriglia - Seeb (3 C-130H.[174]
vediLockheed Martin C-130J Super Hercules

 Paesi Bassi
- Koninklijke Luchtmacht

Nel 1992 la KLu ha acquistato due esemplari nuovi della versione allungata C-130H-30. Nel 2005, sono stati acquistati due ex EC-130Q della US Navy che, dopo una profonda revisione da parte della Marshal Aerospace, sono stati consegnati come variante C-130H nel 2008. Il 20 dicembre 2018, è stato firmato un contratto con la Marshall Aerospace, con il quale, questa si occuperà della manutenzione della intera flotta fino al ritiro dal servizio degli aerei.
- - 336ª Squadriglia 336 - Eindhoven

 Pakistan
- Pakistani Fida'iyye

4 C-130B consegnati nuovi nel 1963. 6 C-130B incorporati di seconda mano e in 2 lotti, tra il 1974 e il 1981, mentre nel 2005-2007 sono stati ceduti, sempre dall’USAF, 6 C-130E modernizzati, più un settimo esemplare da cannibalizzare. Altri 8 C-130B/E furono acquistati dall’Iran tra il 1967 e il 1974. Più volte aggiornati, anche con sistemi FLIR, al luglio 2022 restano in servizio attivo 14 Hercules (5 C-130B e 9 C-130E, con almeno altri 2 esemplari in riserva, e altri radiati per cannibalizzazione), per i quali Rockwell Collins aveva annunciato di avere ricevuto un contratto da 30,7 milioni di dollari per la consegna di 16 kit di upgrade. Ulteriori 7 C-130H ex Composante Air belga acquistati nel 2021, con prime consegne attese per la fine del 2022.
 Perù
- Fuerza Aérea del Perú

2 L-100-20 ricevuti alla fine del 1970, 1 L-100-20 nell'aprile del 1972, 3 L-100-20 tra il dicembre 1976 e il marzo 1977 e 2 L-100-20 nel marzo 1981. 2 C-130D e 5 C-130A acquistati di seconda mano negli Stati Uniti rispettivamente nel 1986 e nel 1988, ma ritirati dopo pochi anni. 2 KC-130H ex Aeronautica spagnola acquisiti a dicembre 2020. I due L-100-20 superstiti sono stati aggiornati in base al programma AMP dalla Astronautics Corporation of America, la quale ha dotato la cabina di pilotaggio di una nuova avionica digitale.
- - Grupo Aéreo Nº 8 - Callao
    - Escuadrón Aéreo 811

 Polonia
- Siły Powietrzne

5 C-130E ex USAF ricevuti a partire dal 2009 e tutti in servizio all'aprile 2021. Ulteriori 5 C-130H ex USAF ordinati il 13 aprile 2021. Il primo di questi cinque C-130H è stato consegnato il 15 luglio 20, il secondo il 17 ottobre dello stesso anno andando a sostituire altrettanti C-130E.
- - 14 Eskadra Lotnictwa Transportowego, Powidz

 Portogallo
- Força Aérea Portuguesa

Dei 6 esemplari consegnati, un C-130H è andato perso l'11 luglio 2016 mentre uno venne immagazzinato. I 2 C-130H ed i 2 C-130H in servizio al gennaio 2019, verranno aggiornati nell'avionica dalla portoghese OGMA tra il 2019 ed il 2020.
- - 501 Esquadra BA6 - Montijo

 Qatar
- Qatar Emiri Air Force

vediLockheed Martin C-130J Super Hercules
 Regno Unito
- Royal Air Force

66 C-130K (33 C.1 e 30 C.3 a fusoliera allungata) in servizio dal 15 ottobre 1967 al 31 dicembre 2012. 3 C-130K sono stati ceduti all'Aeronautica austriaca nel 2003. 4 C-130K ceduti alla Fuerza Aérea Mexicana agli inizi degli anni duemila.
- - No. 24 Squadron - RAF Lyneham (C.4/C.5)
  - No. 30 Squadron - RAF Lyneham (C.4/C.5)
  - No. 47 Squadron - RAF Lyneham (C.1/C.3)
  - No. 70 Squadron - RAF Lyneham (C.1/C.3)
  - 2 Group Hercules Operational Evaluation Unit - RAF Lyneham (C.1/C.3)
  - No. 1312 Flight - Mount Pleasant, Isole Falkland (C.1)
vedi Lockheed Martin C-130J Super Hercules

 Romania
- Forțele Aeriene Române

1 C-130B ricevuto nel 1996, seguito da altri 3 C-130B nel 1997. 1 C-130H ricevuto nel 2007 e uno il 14 dicembre 2021. Un ulteriore C-130H ex USAF è stato consegnato il 15 settembre 2023.
- - Baza 90 Transport Aerian - Otopeni-Bucarest

 Singapore
- Angkatan Udara Republik Singapura

5 KC-130B e 5 C-130H in servizio al dicembre 2021.
- - 122ª Squadriglia - Base aerea di Paya Lebar

 Spagna
- Ejército del Aire

7 C-130H consegnati tra il 1973 ed il 1976, 5 tra il 1979 ed il 1981 (5 dei primi 12 erano KC-130H) ed 1 C-130H-30 ricevuto nel 1987 per sostituire un esemplare perduto. 5 C-130H e 5 KC-130H in servizio all'aprile 2020. 2 KC-130H sono stati ceduti alla Fuerza Aérea Uruguaya a settembre 2020 e consegnati il 17 dicembre dello stesso anno. 6 C-130H sono stati ceduti alla compagnia statunitense Blue Aerospace a dicembre 2020. Dopo che ulteriori 2 KC-130H sono stati ceduti alla Fuerza Aérea del Perú, tutti gli esemplari ancora in carico sono stati ritirati dal servizio il 31 dicembre 2020.
- - Esc 311 - Saragozza
  - Esc 312 - Saragozza

 Sri Lanka
- Sri Lanka Air Force

2 C-130K in organico al giugno 2021, ma non in condizioni di volo. Alla stessa data si stanno valutando programmi per riportarli in condizioni di volo.
- - 2ª Squadriglia "Trasporto pesante"

 Stati Uniti
- United States Air Force

176 C-130H in servizio al settembre 2019.
- - 1st Special Operations Squadron - Kadena Air Base, Giappone (MC-130H)
  - 2d Airlift Squadron - Pope Air Force Base, Fayetteville, Carolina del Nord (C-130E)
  - 4th Special Operations Squadron - Hurlburt Field, Florida (AC-130U)
  - 5th Special Operations Squadron Reserve Command - Eglin Air Force Base, Florida (MC-130P)
  - 7th Special Operations Squadron - Mildenhall, Regno Unito (MC-130H)
  - 8th Special Operations Squadron - Duke Field, Florida (MC-130E)
  - 9th Special Operations Squadron - Eglin Air Force Base, Florida (MC-130P)
  - 14th Weapons Squadron - Hurlburt Field, Florida (MC-130H)

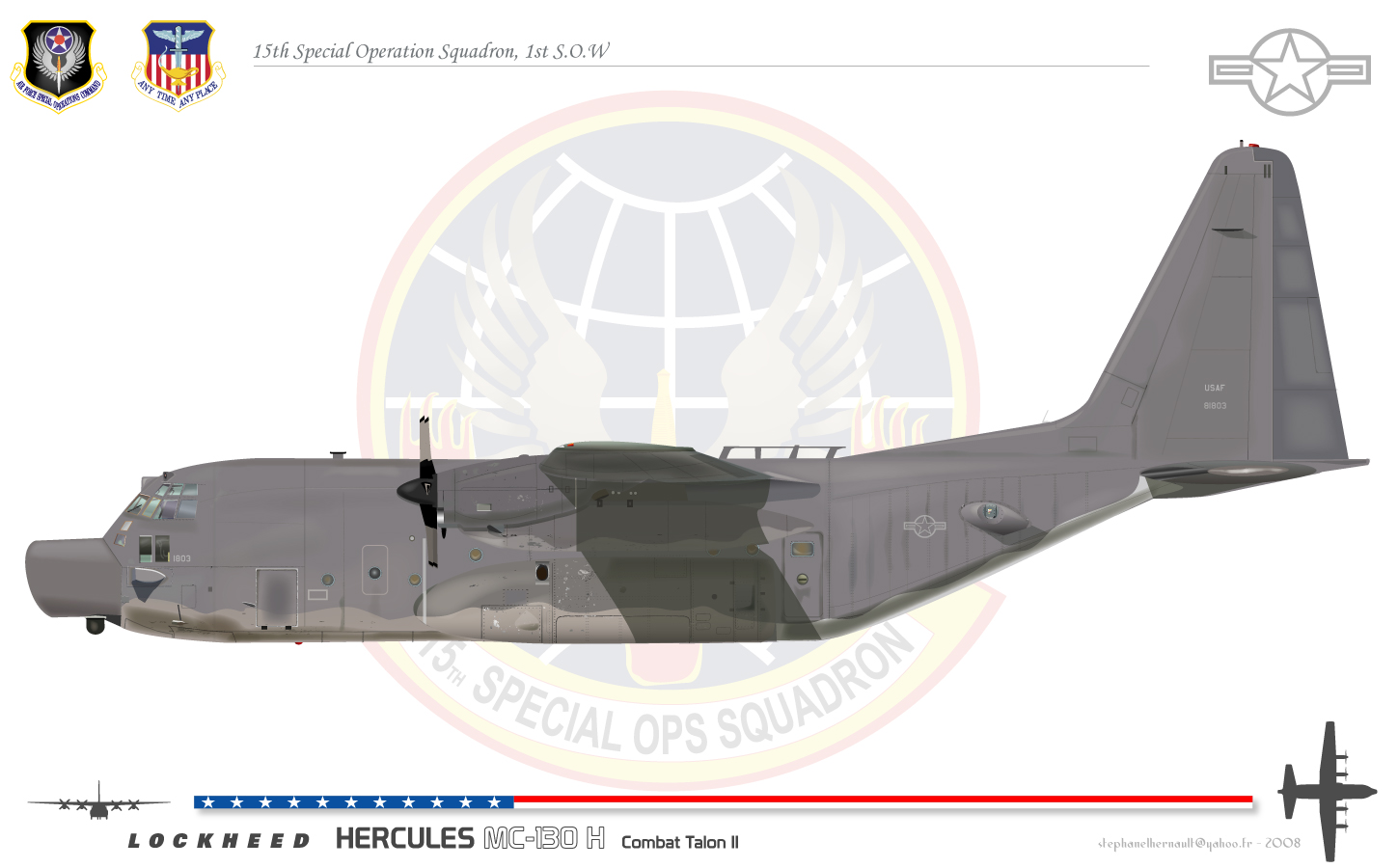
MC-130H, 15th Special Operations Squadron, USAF

- - 15th Special Operations Squadron - Hurlburt Field, Florida (MC-130H)
  - 15th Test Squadron - Hill Air Force Base, Utah (C-130H)
  - 16th Special Operations Squadron - Hurlburt Field, Florida (AC-130H)
  - 17th Special Operations Squadron - Kadena Air Base, Giappone (MC-130P)
  - 19th Special Operations Squadron - Hurlburt Field, Florida (AC-130U/H)
  - 30th Airlift Squadron - Cheyenne, Wyoming (C-130H)
  - 35th Expeditionary Airlift Squadron - Munoz Marin IAP, Porto Rico (C-130E/H)
  - 36th Airlift Squadron - Yokota Air Base, Giappone (C-130E/H)
  - 37th Airlift Squadron - Ramstein Air Base, Germania (C-130J-30)
  - 38th Expeditionary Airlift Squadron - Ramstein Air Base, Germania (C-130E/H)
  - 39th Airlift Squadron - Dyess Air Force Base, Texas (C-130H)
  - 39th Rescue Squadron Reserve Command - Patrick Air Force Base, Cocoa Beach, Florida (HC-130N/P)
  - 40th Airlift Squadron - Dyess Air Force Base, Texas (C-130H)
  - 40th Flight Test Squadron - Eglin Air Force Base, Florida (MC-130E)
  - 41st Airlift Squadron - Pope Air Force Base, Fayetteville, Carolina del Nord (C-130E)
  - 41st Electronic Combat Squadron - Davis-Monthan Air Force Base, Tucson, Arizona (EC-130H)
  - 42d Electronic Combat Squadron - Davis-Monthan Air Force Base, Tucson, Arizona (EC-130H)
  - 43d Aeromedical Evacuation Squadron - Pope Air Force Base, Fayetteville, Carolina del Nord (C-130E)
  - 43d Electronic Combat Squadron - Davis-Monthan Air Force Base, Tucson, Arizona (EC-130H)
  - 48th Airlift Squadron - Little Rock Air Force Base, Arkansas (C-130J)
  - 50th Airlift Squadron - Little Rock Air Force Base, Arkansas (C-130H)
  - 53d Airlift Squadron - Little Rock Air Force Base, Arkansas (C-130E)
  - 53d Weather Reconnaissance Squadron Reserve Command - Keesler Air Force Base, Biloxi (Mississippi) (WC-130J)
  - 61st Airlift Squadron - Little Rock Air Force Base, Arkansas (C-130E)
  - 62d Airlift Squadron - Little Rock Air Force Base, Arkansas (C-130E)
  - 67th Special Operation Squadron - Mildenhall, Regno Unito (MC-130P)
  - 71st Rescue Squadron - Moody Air Force Base, Georgia (HC-130P)
  - 79th Rescue Squadron - Davis Monthan Air Force Base, Tucson, Arizona (HC-130P)
  - 96th Airlift Squadron Reserve Command - Minneapolis, Minnesota (C-130H2)
  - 327th Airlift Squadron Reserve Command - Willow Grove Naval Air Station, Filadelfia, Pennsylvania (C-130E)
  - 328th Airlift Squadron Reserve Command - Niagara Falls, New York (C-130H)
  - 339th Flight Test Squadron - Robins Air Force Base, Georgia

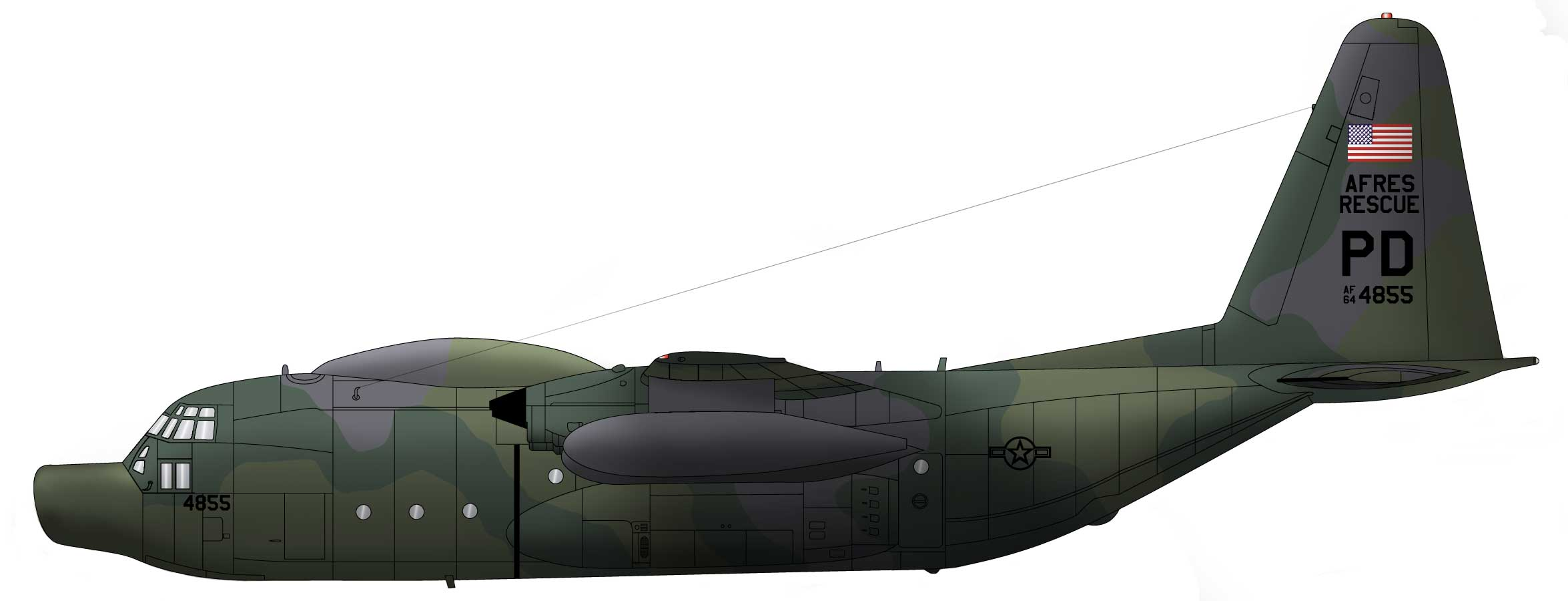
HC-130, United States Air Force Reserve

- - 357th Airlift Squadron Reserve Command - Maxwell Air Force Base, Montgomery, Alabama (C-130H)
  - 413th Flight Test Squadron - Hurlburt Field, Florida
  - 418th Flight Test Squadron - Edwards Air Force Base, California (NC-130H, C-130J)
  - 440th Airlift Wing - General Mitchell Field, Milwaukee, Wisconsin (C-130H)
  - 550th Special Operations Squadron - Kirtland Air Force Base, Albuquerque, Nuovo Messico (MC-130P, MC-130H)
  - 645th Material Squadron Det.1 - Palmdale, California (MC-130E, EC-130H)
  - 700th Airlift Squadron Reserve Command - Dobbins Air Reserve Base, Atlanta, Georgia (C-130H)
  - 711th Special Operations Squadron Reserve Command - Duke Field, Florida (MC-130E)
  - 731st Airlift Squadron Reserve Command - Peterson Air Force Base, Colorado Springs, Colorado (C-130H)
  - 737th Expeditionary Airlift Squadron - Ali Al Salem Air Base, Kuwait (C-130E)
  - 738th Expeditionary Airlift Squadron - Ali Al Salem Air Base, Kuwait (C-130E/H)
  - 745th Expeditionary Airlift Squadron - Al Udeid, Qatar (C-130H)
  - 746th Expeditionary Airlift Squadron - Al Udeid, Qatar (C-130H)
  - 747th Expeditionary Airlift Squadron - Al Udeid, Qatar (C-130J)
  - 757th Airlift Squadron Reserve Command - Youngstown Municipal Airport, Youngstown, Ohio (C-130H)
  - 758th Airlift Squadron Reserve Command - Pittsburgh, Pennsylvania (C-130H)
  - 773d Airlift Squadron Reserve Command - Youngstown Municipal Airport, Youngstown, Ohio (C-130H)
  - 774th Expeditionary Airlift Squadron - Bagram Air Base, Afghanistan (C-130E/H)
  - 777th Expeditionary Airlift Squadron - Ali Air Base, Iraq (C-130H)
  - 815th Airlift Squadron Reserve Command - Keesler Air Force Base, Mississippi (C-130J)
- United States Air National Guard
  - 102d Rescue Squadron Air National Guard - Francis S. Gabreski Airport, Westhampton Beach, New York (HC-130N/P)
  - 105th Airlift Squadron - Air National Guard Nashville, Tennessee (C-130H)
  - 109th Airlift Squadron - Air National Guard Minneapolis, Minnesota (C-130H)
  - 115th Airlift Squadron Air National Guard - Channel Islands Air National Guard Station, Port Hueneme, California (C-130J e C-130E)
  - 122d Fighter Squadron Air National Guard - New Orleans (C-130E)
  - 123d Airlift Squadron - Air National Guard Louisville International Airport, Louisville, Kentucky (C-130H)
  - 129th Rescue Squadron Air National Guard - Moffett Field, Sunnyvale, California (H/MC-130P)
  - 130th Airlift Squadron - Air National Guard Yeager Airport, Charleston, Virginia Occidentale (C-130H)
  - 135th Airlift Squadron - Air National Guard Martin State Airport (C-130J)
  - 139th Airlift Squadron - Air National Guard Schenectady County Airport, Scotia, New York (LC-130H/C-130H)

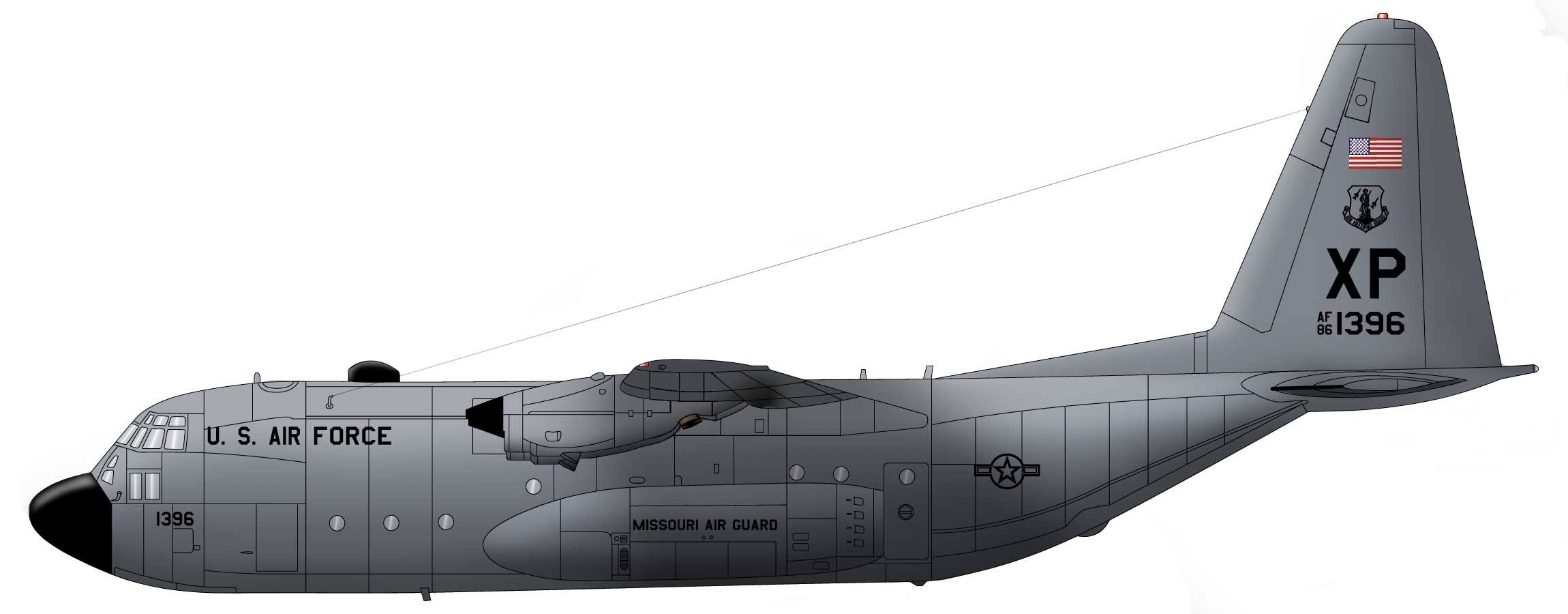
C-130H, Missouri Air National Guard

- - 139th Airlift Wing - Air National Guard - Rosecrans Memorial Airport, Saint Joseph, Missouri (C-130H)
  - 142d Airlift Squadron - Air National Guard Wilmington (Delaware) (C-130H)
  - 143d Airlift Wing - Air National Guard Quonset State Airport/ ANGB, (C-130J)
  - 144th Airlift Squadron - Air National Guard, Kulis Air National Guard Base, Anchorage, Alaska (C-130H)
  - 154th Training Squadron - Air National Guard, Little Rock Air Force Base, Arkansas (C-130H)
  - 156th Airlift Squadron - Air National Guard Charlotte/Douglas International Airport, Charlotte, Carolina del Nord (C-130H)
  - 157th Fighter Squadron - Air National Guard McEntire, Columbia, Carolina del Sud (C-130H)
  - 158th Airlift Squadron - Air National Guard Savannah, Georgia (C-130H)
  - 159th Fighter Squadron Air National Guard - Jacksonville Florida (C-130H)
  - 179th Airlift Squadron - Air National Guard Mansfield, Ohio (C-130H)
  - 165th Airlift Squadron - Air National Guard Louisville International Airport, Louisville, Kentucky (C-130H)
  - 169th Airlift Squadron Air National Guard - Peoria International Airport, Contea di Peoria, Illinois (C-130E)
  - 171st Airlift Squadron Air National Guard - Selfridge, Michigan (C-130E)
  - 180th Airlift Squadron - Air National Guard - Rosecrans Memorial Airport, Saint Joseph, Missouri (C-130H)
  - 181st Airlift Squadron/136th Airlift Wing - Air National Guard Carswell Air Force Base, Fort Worth, Texas (C-130H)
  - 185th Airlift Squadron - Air National Guard Will Rogers Field, Oklahoma (C-130H)
  - 187th Airlift Squadron - Air National Guard Cheyenne, Wyoming (C-130H)
  - 189th Airlift Squadron Air National Guard - Gowen Field, Boise, Idaho (C-130E)
  - 192d Airlift Squadron - Air National Guard Reno/Tahoe International Airport, Nevada (C-130H)
  - 193d Special Operation Squadron Air National Guard - Olmsted Field (EC-130E)
  - 198th Airlift Squadron Air National Guard - Muniz (C-130E)
  - 199th Fighter Squadron Air National Guard - Hickam Air Force Base, Hawaii (C-130H)
  - 204th Airlift Squadron Air National Guard - Hickam Air Force Base, Hawaii (C-130H)
  - 211th Rescue Squadron Air National Guard - Kulis Air National Guard Base, Anchorage, Alaska (HC-130(H)N)
- United States Coast Guard

22 HC-130H in servizio al giugno 2019.
 7 HC-130H sono stati ceduti al California Department of Forestry and Fire Protection il 24 luglio 2018, per essere modificati in C-130H per la lotta antincendio, con consegne previste per il 2023.
- - 5th Coast Guard District Elizabeth City, Carolina del Nord HC-130H)
  - 7th Coast Guard District Clearwater, Florida (HC-130H)
  - 14th Coast Guard District Kalaeloa Airport, Oahu, Hawaii (HC-130H)
  - 17th Coast Guard District Kodiak Island, Alaska (HC-130H)
- United States Marine Corps Aviation

24 KC-130T e 2 KC-120T-30 in servizio dal 1983 al maggio 2021.
- - VMGR-152 Marine Aerial Refueler Transport Squadron - "Sumos" MCAS Futenma, Okinawa, Giappone (KC-130F/R)
  - VMGR-234 Marine Aerial Refueler Transport Squadron "Rangers" NASJRB Fort Worth, Dallas, Texas (KC-130T)
  - VMGR-252 Marine Aerial Refueler Transport Squadron "Otis" MCAS Cherry Point, Carolina del Nord (KC-130J)
  - VMGR-352 Marine Aerial Refueler Transport Squadron "Raiders" MCAS Miramar, San Diego California (KC-130R/J)
  - VMGR-452 Marine Aerial Refueler Transport Squadron "Yankees" Stewart Air National Guard Base, New York (KC-130T)
  - VMGRT-253 Marine Aerial Refueler Transport Training Squadron "Titans" MCAS Cherry Point, Carolina del Nord (KC-130F/J/R/T)

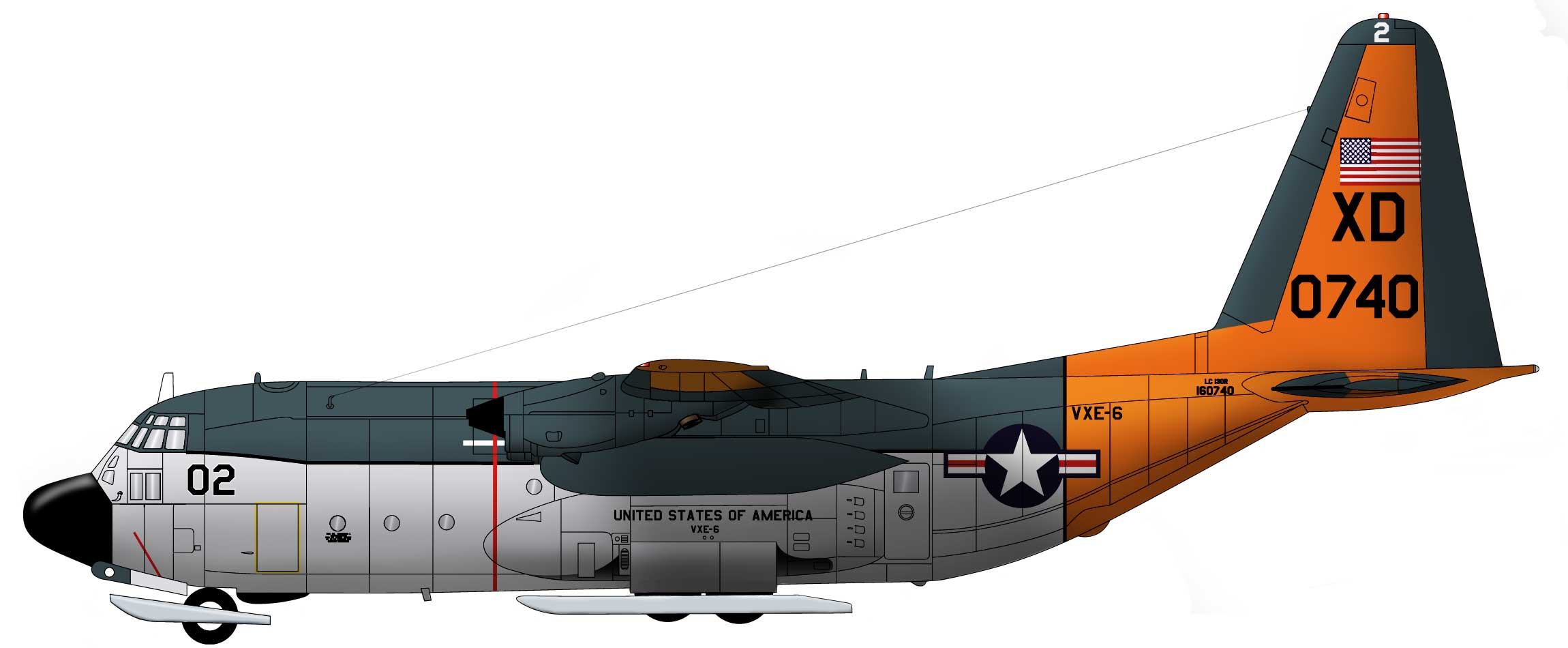
LC-130R, VXE-6, United States Navy

- United States Navy

24 C-130T in servizio al ottobre 2018.
- - Navy Flight Demonstration Squadron "Blue Angels" - Naval Air Station Pensacola, Florida (C-130T)[213]
  - VX-20 Development Squadron - Patuxent River, Washington (KC-130F/J)
  - VX-30 Development Squadron "Bloodhounds" - Point Mugu (California) (C-130A)
  - VR-53 Fleet Logistics Support Squadron (Reserve) "Capital Express" - Washington, DC
  - VR-54 Fleet Logistics Support Squadron (Reserve) "Revelers" - New Orleans, Louisiana
  - VR-55 Fleet Logistics Support Squadron (Reserve) "Minutemen" - Point Mugu, California
  - VR-62 Fleet Logistics Support Squadron (Reserve) "Nor'easters" - Brunswick, Maine
  - VR-64 Fleet Logistics Support Squadron (Reserve) "Condors" - Willow Grove, Pennsylvania

 Sudafrica
- Suid-Afrikaanse Lugmag

7 C-130B acquistati nel 1963 prima dell'embargo statunitense al governo sudafricano dell'apartheid, e 5 ricevuti di seconda mano nel 1997-1998 dagli Stati Uniti (2 C-130B ex USAF e 3 C-130F ex US Navy). Di questi solo due C-130B e un C-130F furono immessi in servizio. Uno dei 6 esemplari in servizio al dicembre 2019 (e forse l'unico in grado di volare), è stato danneggiato il 9 gennaio 2020 e non si conosce se vi siano piani per riportarlo in condizioni di volo, visto che è stato giudicato riparabile. A novembre 2022 è stato comunicato che era in corso di valutazione un aggiornamento del costo di R1,6 miliardi per i cinque aerei in servizio e un esemplare in deposito a lungo termine, per permettergli di rimanere idonei al volo fino al 2040.
- - 28 Squadron - AFB Waterkloof, Pretoria

 Sudan
- Al-Quwwat al-Jawwiyya al-Sudaniyya

9 C-130H consegnati. 1 in servizio al luglio 2019.
 Svezia
- Svenska Flygvapnet

A maggio 2017 risultano in servizio 6 C-130H degli 8 esemplari consegnati, che verranno ritirati nel 2030.
- - F 7 Skaraborgs flygflottilj, 3 Transportflygenhet - Såtenäs

 Taiwan
- Chung-Hua Min-Kuo K'ung-Chün

20 C-130H ricevuti in tre lotti, rispettivamente nel 1986 (un esemplare perso nel 1997), nel gennaio 1995 e nel dicembre 1997. Di questi, 19 esemplari superstiti saranno aggiornati nell'avionica e nella strumentazione dal 2024 al 2029 in modo da porter estendere la loro vita operativa fino al 2040.
 1 EC-130H ottenuto nel 1997, convertendo uno dei venti esemplari da trasporto consegnati.
- - 439聯隊

 Thailandia
- Kongthap Akat Thai

12 C-130H in servizio a dicembre 2020, i cui motori saranno aggiornati da Rolls-Royce.
- - 6º Stormo
    - 601ª Squadriglia - Bangkok

 Tunisia
- Al-Quwwat al-Jawwiyya al-Jamahiriyya al-Tunisiyya

7 tra C-130B e C-130H acquistati tra il 1987 ed il 2001, tutti in servizio al giugno 2020. Ulteriori 2 C-130H usati sono stati ordinati a giugno 2020 e saranno forniti dagli Stati Uniti. Uno dei due C-130H ex USAF consegnato il 18 novembre 2024.
- - No. 21 Squadron - Bizerte-Sidi Ahmed
vedi Lockheed Martin C-130J Super Hercules

 Turchia
- Türk Hava Kuvvetleri

5 C-130E acquisiti nel 1964, uno dei quali fu perso il 19 ottobre 1968. Altri 3 C-130E acquistati tra il 1971 e il 1974. 6 C-130B ex Air National Guard, ricevuti nel 1991-1992. Ulteriori 6 C-130E ex sauditi acquistati nel 2010 e ricevuti tra il 20 novembre 2011 e il 21 gennaio 2012. Uno degli esemplari ex sauditi è stato utilizzato come fonte di parti di ricambio. Con il programma Erciyes avviato nel 2006, 13 C-130E e 6 C-130B sono stati aggiornati nei sistemi dalla TUSAS e ridesignati C-130EM e C-130BM, in modo da poter prolungarne l'utilizzo fino al 2040.
 Uruguay
- Fuerza Aérea Uruguaya

3 C-130B ricevuti ex USAF ricevuti all'inizio degli anni novanta, due dei quali immessi in servizio e uno immagazzinato per essere cannibalizzato e ricavarne pezzi di ricambio. Tutti i C-130B risultavano ritirati al 2020. 2 KC-130H ex Ejército del Aire sono stati acquistati a settembre 2020, e presi in consegna il 17 dicembre dello stesso anno.
- - Escuadrón Aéreo Nº3[229]

 Venezuela
- Aviación Militar Venezolana

8 C-130H consegnati in più lotti tra il 1970 ed il 1988, 5 in servizio al settembre 2018.
- - Gruppo Aereo 6

 Yemen
- Al-Quwwat al-Jawwiyya al-Yamaniyya
  - 115ª Squadriglia - Sana'a (10 C-130H, L-100-30)

 Zambia

### Utilizzatori passati
Vietnam
- Không Quân Nhân Dân Việt Nam (3 C-130B, 4 C-130E)

 Vietnam del Sud
- Không Quân Việt Nam
  - 5ª Divisione Aerea
    - 53º Stormo Tattico
      - 435ª Squadriglia da trasporto - Tan Son Nhut (C-130A)
      - 437ª Squadriglia da trasporto - Tan Son Nhut (C-130A)

## Incidenti
Si calcola che sono stati persi fino l'aprile 2012 292 C-130, per un totale di 3 092 morti; in media la sopravvivenza degli occupanti del velivolo in caso di incidente è del 14,2%
Gli ultimi incidenti più gravi accaduti ai C-130 sono stati i seguenti:
- il 31 marzo 2005 un MC-130H dell'USAF (matricola 87-0127) ha causato 9 morti a Rovie, in Albania*;
- il 6 dicembre 2005 un C-130E (matricola 5-8519) iraniano ha causato la morte di 106 persone a Teheran;
- l'11 giugno 2006 l'incidente di un C-130H (matricola TT-PAF) dell'aeronautica militare del Ciad ha causato 5 morti all'Aeroporto di Abéché;
- il 13 agosto 2006 un L-130-30 algerino operante il volo Air Algérie 2208 si schianta al suolo nei pressi di Piacenza provocando la morte di tutti e tre i membri dell'equipaggio. Il pilota è riuscito ad evitare l'impatto con le case antistanti al luogo del disastro;
- il 29 ottobre 2009 un HC-130H (matricola 1705) della US Coast Guard presso San Clemente, negli Stati Uniti, causò un incidente in cui hanno perso la vita 7 persone;
- il 23 novembre 2009 un KC-130J (matricola MM62176) dell'Aeronautica Militare decollato dall'aeroporto di Pisa, si è schiantato presso la località Le Rene, vicino a Pisa, causando 5 morti;
- il 26 luglio 2011 un esemplare della Reale aeronautica militare marocchina si è schiantato a Guelmim, in Marocco. A bordo c'erano 60 militari, 11 civili e 9 membri dell'equipaggio, e nessuno di essi è sopravvissuto;
- il 12 febbraio 2014 in Algeria, un aereo militare precipita nella prefettura di Oum El Bouaghi: 77 morti, un solo superstite;
- Il 30 giugno 2015 un C-130 precipita a Sumatra, Indonesia, causando la morte di tutti i 113 passeggeri a bordo. È il secondo incidente più grave accaduto a questo modello;
- L'incidente più grave è stato quello avvenuto il 26 settembre 1992 ad un C-130H (matricola NAF911) dell'aviazione militare nigeriana a Lagos, nel quale sono morte 158 persone;
- Uno dei più discussi in Italia è stato l'incidente del Monte Serra del 3 marzo 1977. Ma il più grave incidente delle forze armate italiane dal secondo dopoguerra,[232] si è verificato a bordo di un C-130 Hercules britannico nelle secche della Meloria, il 9 novembre 1971, quando perirono sei membri dell'equipaggio britannico e quarantasei militari italiani della Brigata paracadutisti "Folgore".

## Dati tecnici
| Versione                                            | C-130E                                                                       | C-130H                                                                       | C-130J | C-130J-30                                                                   |
| --------------------------------------------------- | ---------------------------------------------------------------------------- | ---------------------------------------------------------------------------- | --- | --------------------------------------------------------------------------- |
| Equipaggio                                          | 5 (2 piloti, navigatore, ingegnere di volo, addetto al carico/scarico)       | 5 (2 piloti, navigatore, ingegnere di volo, addetto al carico/scarico)       | 3 (2 piloti, addetto al carico/scarico)                                                                          | 3 (2 piloti, addetto al carico/scarico)                                     |
| Motori                                              | 4 Allison T56-A-7 da 4 200 hp ciascuno                                       | 4 Allison T56-A-15; da 4 591 hp ciascuno                                     | 4 Rolls-Royce AE 2100D3 da 4 700 hp ciascuno                                                                     | 4 Rolls-Royce AE 2100D3 da 4 700 hp ciascuno                                |
| Lunghezza                                           | 29,3 m (97 ft 2 in)                                                          | 29,3 m (97 ft 2 in)                                                          | 29,3 m (97 ft 2 in)                                                                                              | 34,69 m (112 ft, 9 in)                                                      |
| Apertura alare                                      | 39,7 m (132 ft, 7 in)                                                        | 39,7 m (132 ft, 7 in)                                                        | 39,7 m (132 ft, 7 in)                                                                                            | 39,7 m (132 ft, 7 in)                                                       |
| Altezza                                             | 11,9 m (38 ft 10 in)                                                         | 11,9 m (38 ft 10 in)                                                         | 11,9 m (38 ft 10 in)                                                                                             | 11,9 m (38 ft 10 in)                                                        |
| Compartimento cargo                                 | Lunghezza: 12,31 m (40 ft) Larghezza: 3,02 m (119 in) Altezza: 2,74 m (9 ft) | Lunghezza: 12,31 m (40 ft) Larghezza: 3,02 m (119 in) Altezza: 2,74 m (9 ft) | Lunghezza: 12,31 m (40 ft) Larghezza: 3,02 m (119 in) Altezza: 2,74 m (9 ft)                                     | Lunghezza: 16,9 m (55 ft) Larghezza: 3,02 m (119 in) Altezza: 2,74 m (9 ft) |
| Rampa di carico posteriore                          | Lunghezza: 3,12 m (123 in) Larghezza: 3,02 m (119 in)                        | Lunghezza: 3,12 m (123 in) Larghezza: 3,02 m (119 in)                        | Lunghezza: 3,12 m (123 in) Larghezza: 3,02 m (119 in)                                                            | Lunghezza: 3,12 m (123 in) Larghezza: 3,02 m (119 in)                       |
| Velocità massima                                    | 556 km/h-300 ktas (Mach 0,49) a 20 000 ft (6 060 m)                          | 589 km/h-318 ktas (Mach 0,52) a 20 000 ft (6 060 m)                          | 670 km/h-362 ktas (Mach 0,59) a 22 000 ft (6 706 m)                                                              | 659 km/h-356 ktas (Mach 0,58) a 22 000 ft (6 706 m)                         |
| Tangenza                                            | 19 000 ft (5 846 m) a 42 000 lb (19 090 kg) di carico                        | 23 000 ft (7 077 m) a 42 000 lb (19 090 kg) di carico                        | 28 000 ft (8 615 m) a 42 000 lb (19 090 kg) di carico 26 000 ft (8 000 meters) a 44 500 lb (20 227 kg) di carico |                                                                             |
| Peso massimo al decollo                             | 69 750 kg (155 000 lb)                                                       | 69 750 kg (155 000 lb)                                                       | 69 750 kg (155 000 lb)                                                                                           | 74 393 kg (164 000 lb)                                                      |
| Massimo carico consentito                           | 19 090 kg (42 000 lb)                                                        | 19 090 kg (42 000 lb)                                                        | 19 090 kg (42 000 lb)                                                                                            | 19 958 kg (44 000 lb)                                                       |
| Massimo carico normale                              | 16 590 kg (36 500 lb)                                                        | 16 590 kg (36 500 lb)                                                        | 15 422 kg (34 000 lb)                                                                                            | 16 329 kg (36 000 lb)                                                       |
| Raggio d'azione al massimo carico normale           | 1 852 km (1 000 nm)                                                          | 1 945 km (1 050 nm)                                                          | 3 334 km (1 800 nm)                                                                                              | 3 148 km (1 700 nm)                                                         |
| Raggio d'azione a 35 000 lb (15 909 kg) di carico   | 2 315 km (1 250 nm)                                                          | 2 963 km (1 300 nm)                                                          | 2 963 km (1 600 nm)                                                                                              | 3 889 km (2 100 nm)                                                         |
| Costo unitario (in milioni di dollari USA del 1998) | 11,9                                                                         | 30,1                                                                         | 48,5 |                                                                             |